# Damon Hill
Vous lisez un « article de qualité » labellisé en 2011.
Pour les articles homonymes, voir Hill et Damon Hill (cheval).
Ne pas confondre avec le pilote américain : Phil Hill
Ne pas confondre avec son père : Graham Hill
Ne pas confondre avec son fils : Joshua Hill
Damon Graham Devereux Hill, dit Damon Hill, né le 17 septembre 1960 à Hampstead, est un pilote automobile anglais, champion du monde de Formule 1 en 1996. Fils de Graham Hill, titré en 1962 et 1968, il est le premier champion du monde de Formule 1 à avoir succédé à son père au palmarès de son sport, Nico Rosberg l'imitant en 2016.
Lorsque Graham Hill meurt dans un accident d'avion, Damon a quinze ans. Il devient pilote professionnel à vingt-trois ans en compétition motocycliste. Après des succès relatifs, il s'adonne à la compétition automobile et débute en 1984 en Formule 3, puis passe en 1989 à la Formule 3000, catégorie où il ne compte aucune victoire.
Damon Hill devient pilote d'essai pour le compte de Williams F1 Team à partir de 1992 et s'engage en championnat du monde dans l'écurie Brabham. Il devient, la saison suivante, pilote officiel Williams après le départ de Nigel Mansell (champion du monde 1992) et remporte la première de ses vingt-deux victoires au Grand Prix de Hongrie 1993.
Durant les années 1990, Hill est un des principaux rivaux de Michael Schumacher en championnat du monde. En lice pour le titre en 1994, les deux pilotes entrent en collision au dernier Grand Prix à Adélaïde et l'Allemand s'empare de son premier titre pour un point. Damon Hill remporte finalement le championnat du monde 1996 face à son jeune coéquipier Jacques Villeneuve, mais quitte l'écurie Williams l'année suivante. Il pilote alors pour des écuries moins compétitives telles qu'Arrows ou Jordan Grand Prix à qui il apporte sa première victoire en Grand Prix.
Damon Hill prend sa retraite sportive après la saison 1999. Il se lance dans les affaires et s'adonne à sa passion pour la musique en jouant de la guitare pour différents groupes. De 2006 à 2011, il est président du British Racing Drivers' Club, succédant à Jackie Stewart.

## Biographie

### Vie privée

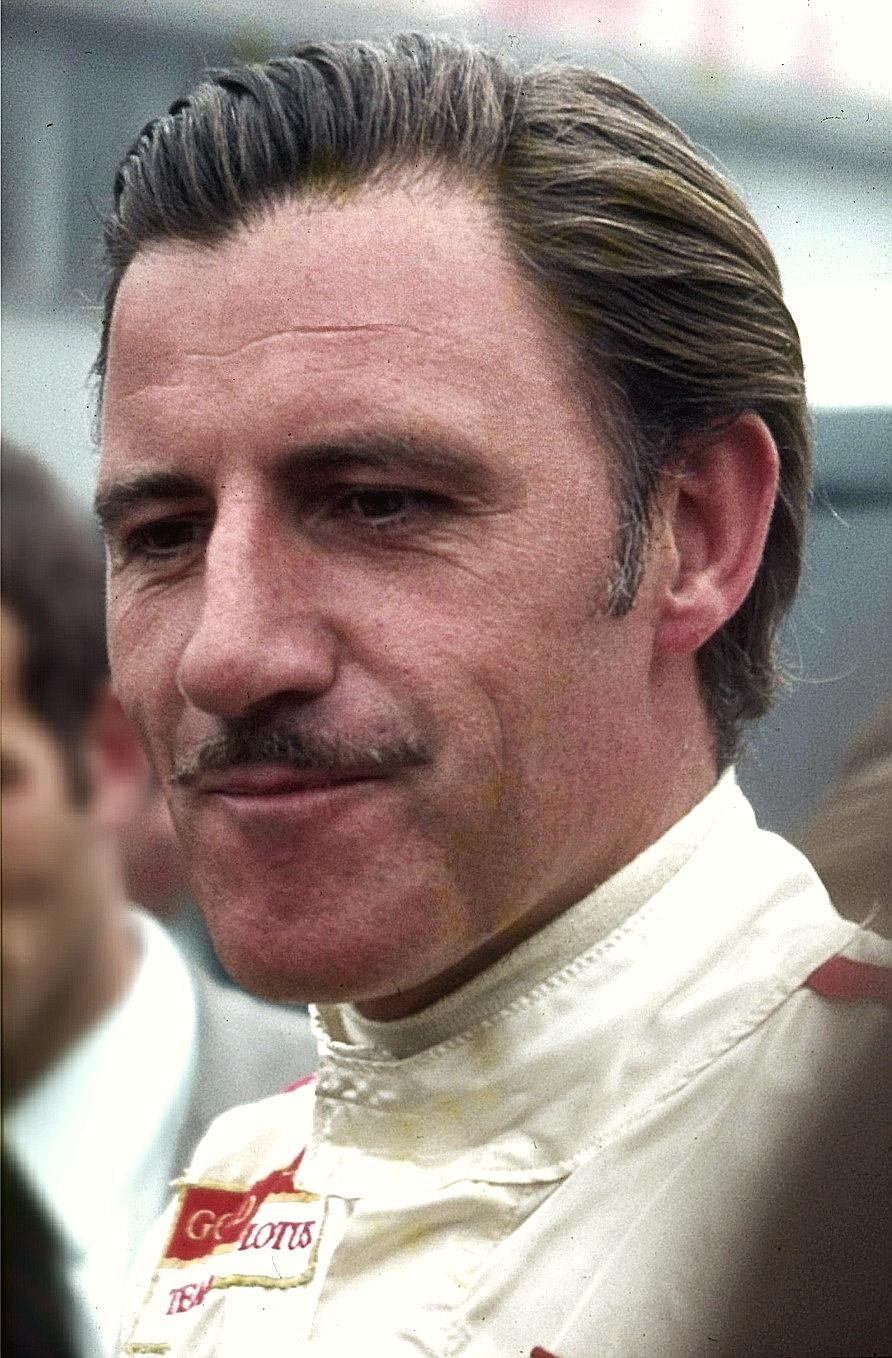
Graham Hill, le père de Damon, lors du Grand Prix d'Allemagne 1969.

Damon Hill, unique fils de Graham et Bette Hill, naît à Hampstead le 17 septembre 1960. Son père Graham est un ancien pilote de Formule 1 qui a remporté le championnat des pilotes 1962 et 1968 et qui est devenu une célébrité au Royaume-Uni. La carrière de Graham Hill lui a permis, ainsi qu'à sa famille, d'avoir une vie confortable : en 1975, les Hill vivent dans une maison de campagne de vingt-cinq pièces dans le Hertfordshire et le jeune Damon a intégré la prestigieuse Haberdashers' Aske's Boys' School.
En novembre 1975, Damon Hill n'a que quinze ans lorsque son père se tue dans un accident d'avion en revenant d'une séance d'essais au circuit Paul-Ricard. Graham Hill pilotait son Piper en compagnie de cinq membres de l'écurie Embassy-Hill qu'il venait de créer, dont le pilote Tony Brise. Le brouillard enveloppant la banlieue londonienne, les aiguilleurs du ciel lui intiment l'ordre de se poser à Luton, aéroport équipé d'un système de guidage au sol en cas de faible visibilité. Graham Hill choisit pourtant de se poser, comme à son habitude, à Elstree car tous ses passagers y ont garé leur voiture. À la suite du crash où tous les occupants de l'avion décèdent, les familles des passagers se retournent contre Bette Hill, arguant que son mari n'a pas respecté les consignes des aiguilleurs du ciel et que le contrôle technique de l'avion n'a pas été fait. La compagnie d'assurance refusant de payer, la veuve de Graham doit vendre la plupart de ses biens, ainsi que la maison familiale.
En proie à de grandes difficultés financières, la famille Hill voit son train de vie changer du jour au lendemain. Damon quitte le collège privé où il suivait sa scolarité. Il déclarera plus tard : « J'ai été privilégié pendant les quinze premières années de ma vie. Ensuite, j'ai fait comme mon père : je suis parti de zéro. » Damon devient coursier pour payer ses études puis, à 20 ans, abandonne ses études et travaille comme coursier le jour et comme ouvrier du bâtiment en soirée.
Damon Hill se marie avec Susan George dont il aura quatre enfants : Oliver, né le 4 mars 1989, Joshua, né le 9 janvier 1991, Tabitha, née le 19 juillet 1995 et Rosie, née le 1er février 1998. Oliver est trisomique ; ses parents sont présidents de la Down's Syndrome Association. Damon Hill est également le premier président de l'école spécialisée Saint-Joseph, établissement scolaire pour enfants ayant de sévères problèmes d'apprentissage et enfants autistes à Cranleigh. Son deuxième fils, Joshua, s'est à son tour lancé dans le sport automobile. Il s'est engagé en 2009 en championnat de Formule Ford de Grande Bretagne.

### Les débuts en compétition

#### 1981: compétition motocycliste
Damon Hill commence sa carrière de pilote en participant à des championnats de moto en 1981. Il investit ses maigres revenus dans une motocyclette Yamaha et un équipement de camping et, le week-end, plante sa tente sur les circuits anglais, en compagnie de Susan Georgie George, une styliste de mode qui deviendra sa femme. Il reprend les couleurs de casque de son père : huit pales blanches disposées verticalement autour de la surface supérieure du casque bleu foncé. Ces couleurs symbolisent le club d'aviron de Putney (le London Rowing Club) pour lequel Graham Hill concourait au début des années 1950, et où Graham Hill a fait la connaissance de sa future épouse. Bien qu'il remporte un championnat moto 350 cm3 sur le circuit de Brands Hatch et plus de quarante courses en catégorie 500 cm3, son budget de course provient uniquement de son travail en tant qu'ouvrier du bâtiment et Hill ne pense alors pas à « être destiné à de grandes choses ».

#### 1983-1989: compétition automobile

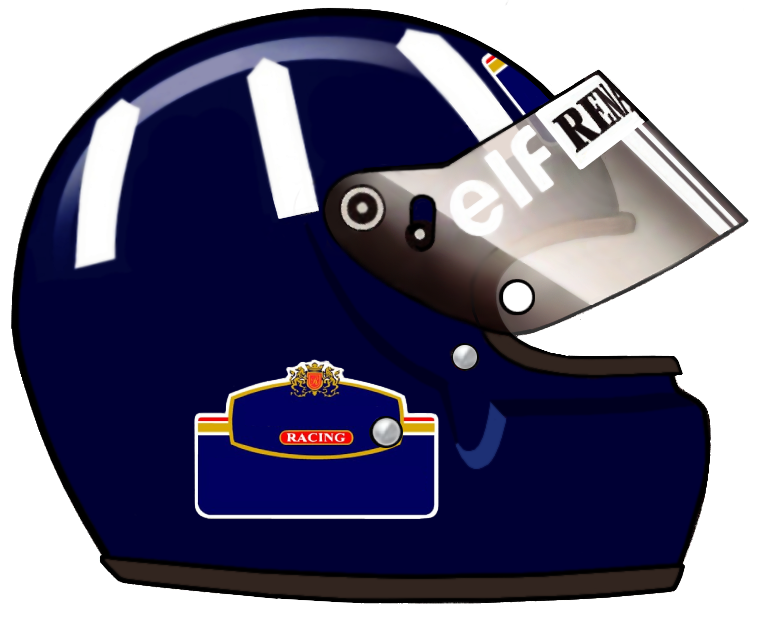
Le casque intégral de Damon Hill qui reprend le design de celui de son père, Graham Hill, avec le code visuel du London Rowing Club des années 1960.

Bette Hill, préoccupée par les dangers encourus à moto, estime que les courses de voitures sont moins dangereuses et inscrit son fils au Volant Elf à Magny-Cours en 1983. Son chef-instructeur, Richard Knight, décrit ainsi le style du pilote novice : « Damon est un élève irritant : ses trajectoires sont parfaites, il ne fait pas de faute mais n'a pas non plus l'envie de se faire violence pour aller chercher les derniers dixièmes, comme s'il était là uniquement pour faire plaisir à sa mère. »
Bien que Damon Hill montre une aptitude supérieure à la moyenne, il ne participe à des courses en monoplace qu'à la fin de l'année 1984. Toujours coursier, il prospecte les commanditaires potentiels à chaque dépôt de pli chez le client et, son patronyme aidant, il entame une modeste carrière en Formule Ford. En 1985, Hill dispute sa première saison complète en championnat de Formule Ford de Grande Bretagne et remporte six courses au volant d'une Van Diemen pour l'écurie Manadient Racing. Le jeune pilote se classe troisième et cinquième dans les deux championnats britanniques et troisième de la finale du Formula Ford Festival 1985 de Brands Hatch, contribuant ainsi à la victoire du Royaume-Uni par équipe.
En 1986, Damon envisage de participer au championnat de Grande-Bretagne de Formule 3 au sein de l'écurie West Surrey Racing tenante du titre, mais la perte de son partenariat avec Ricoh et la mort accidentelle de son coéquipier Bertrand Fabi en séance d'essais contrarient le projet. Il déclare alors : « Lorsque Bert a été tué, j'ai pris la décision que je n'arrêterai pas pour autant la compétition automobile. Ce n'est pas seulement pour la compétition en elle-même mais pour quelque chose de plus excitant. Je suis à mon meilleur niveau, que ce soit à ski, en tant que pilote ou quoi que ce soit d'autre et j'ai plus peur de laisser tout cela en suspens, d'attendre d'avoir soixante ans et de m'apercevoir que je n'ai rien fait. »
Sans volant en début de saison, Damon Hill emprunte 100 000 livres sterling pour décrocher un baquet au sein de l'écurie Murray Taylor Racing, avant de remporter quelques victoires les années suivantes pour l'écurie Intersport Racing. Il termine troisième du championnat en 1988 derrière JJ Letho et Gary Brabham mais, début 1989, alors que naît son premier fils, Damon Hill se retrouve sans volant en Formule 3.
En Europe dans les années 1990, les pilotes les plus talentueux accèdent généralement à la Formule 1 ou au championnat intercontinental de Formule 3000. Cependant, Hill n'a pas suffisamment de sponsors pour décrocher un baquet en F3000. Il déclare : « J'ai fini par réévaluer un peu ma carrière […] La première chose était de réaliser ma chance de pouvoir piloter. J'ai pris la décision que tout ce que je piloterai, je le ferai au mieux de mes capacités et je verrai où cela me mènera ». En 1989, Damon Hill multiplie les occasions de prendre le volant dans toute sorte de compétition automobile, au coup par coup. Il ne prend le départ que d'une seule épreuve du championnat britannique de Formule 3000 mais s'engage aux 24 Heures du Mans 1989 au volant d'une Porsche 962 du Richard Lloyd Racing où il abandonne après 228 tours à la suite d'une panne moteur. Il participe à une manche du BTCC à Donington Park à bord d'une Ford Sierra RS500.

### 1989-1991: en Formule 3000
Mi-1989, la moribonde écurie Mooncraft-Footwork Racing de Formule 3000 se sépare de son pilote japonais Ukyo Katayama. Pour le remplacer, John Wickham, ingénieur et dirigeant de l'écurie, teste Damon et Perry McCarthy : leurs performances sont comparables mais Wickham et les sponsors de l'équipe préfèrent Hill car son patronyme est plus porteur,. Le recrutement de Hill donne pleine satisfaction, puisqu'il réussit régulièrement à qualifier sa médiocre monoplace alors que Katayama n'y était jamais parvenu. Habitué du fond de grille, Hill signe une quinzième place pour meilleur résultat. Ses efforts pour tenter de qualifier une voiture largement en deçà de la concurrence lui valent d'être remarqué par John McDonald, dirigeant de l'écurie Middlebridge Racing qui lui propose un volant pour 1990.
Chez Middlebridge Racing, bien que l'écurie manque de moyens, Damon Hill tire bien partie de son châssis Lola et obtient trois pole positions sur des circuits rapides, notamment à Dijon-Prenois. Il prend la tête de cinq épreuves au cours de la saison, sans toutefois remporter la moindre course,. Là encore, ses efforts lui valent d'être remarqué par Eddie Jordan, dirigeant de l'écurie Eddie Jordan Racing qui lui propose un volant pour 1991.
Eddie Jordan Racing est une écurie de pointe en Formule 3000, contrairement aux deux écuries déjà fréquentées par Hill. L'Anglais pense donc pouvoir s'y mettre en valeur. Toutefois 1991 est aussi la création de l'écurie Jordan Grand Prix de Formule 1 et peu à peu Eddie Jordan délaisse son écurie de Formule 3000 pour faire porter tous les efforts financiers sur l'équipe de Formule 1. Damon Hill stagne et, à la fin de la saison, alors qu'il a déjà 31 ans, n'a toujours pas remporté la moindre victoire en Formule 3000.

### Carrière en Formule 1

#### 1991: essayeur chez Williams
En 1991, parallèlement à son ultime saison de Formule 3000, Hill est recruté par l'équipe Williams F1 Team-Renault en tant que pilote-essayeur. Le travail de l'ombre qu'il réalise chez Williams lui attire rapidement les compliments des pilotes titulaires Nigel Mansell et Riccardo Patrese, ainsi que ceux de l'exigeant directeur technique Patrick Head. Néanmoins personne ne voit son avenir en tant que pilote titulaire en Formule 1, Mansell déclare même en conférence de presse que « Damon Hill a de trop grands pieds pour devenir un jour un vrai pilote de Formule 1 ».

#### 1992: essayeur chez Williams et titulaire chez Brabham

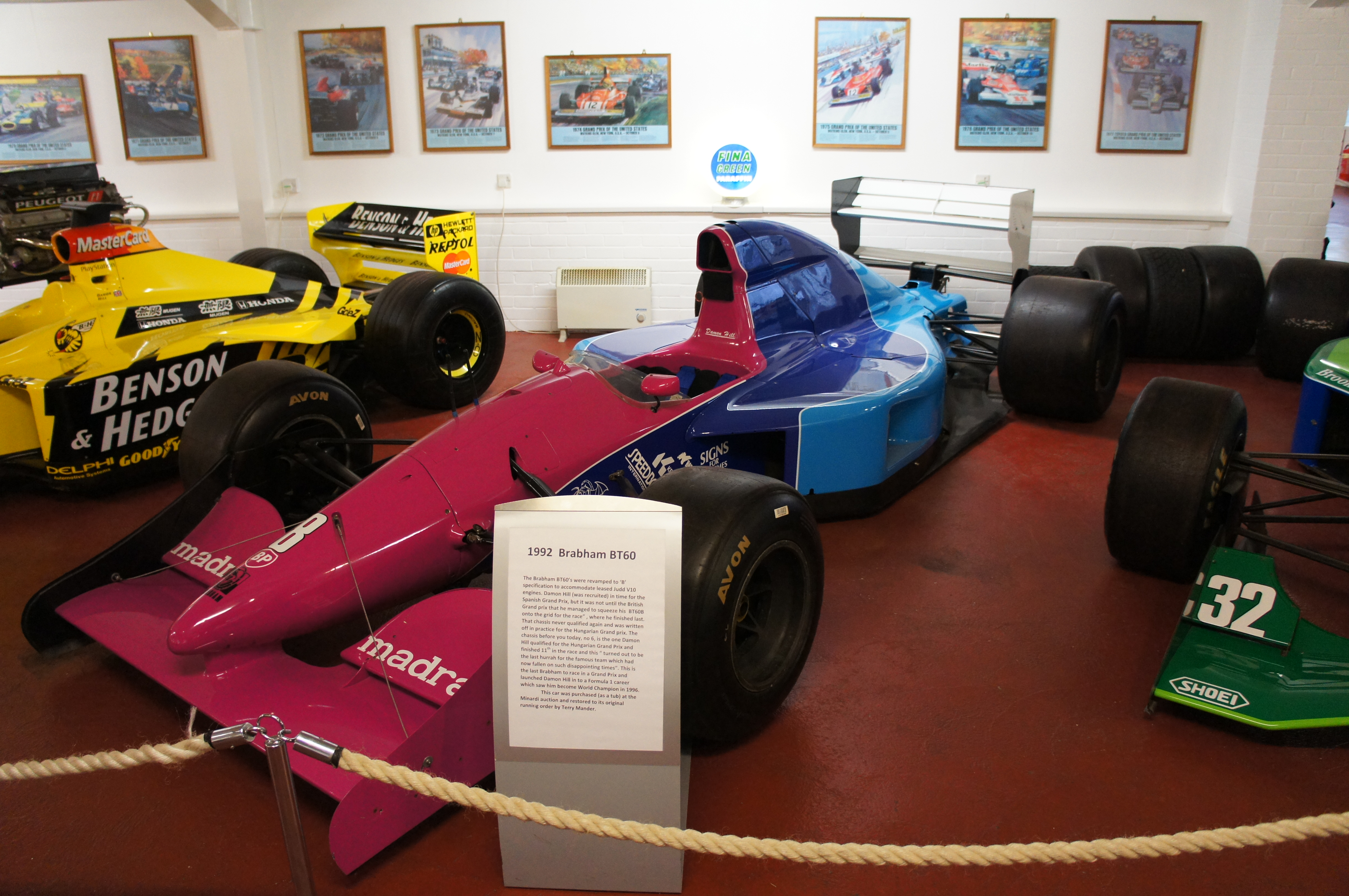
La Brabham BT60B, première monoplace pilotée par Damon Hill en Formule 1, exposée au musée de Donington Park.

En 1992, tout en poursuivant dans son rôle de pilote essayeur chez Williams, il décroche un volant de titulaire dans la moribonde écurie Brabham, en remplacement de la décevante pilote italienne Giovanna Amati. De revente en revente, l'écurie finit par échoir à Middlebridge dont le manager, John McDonald, se souvient de l'honnête pointe de vitesse de son ancien pilote du temps de la Formule 3000. Les débuts sont difficiles puisque, à l'occasion du Grand Prix d'Espagne, les camions de l'écurie sont bloqués à la douane à la suite d'une réquisition d'un créancier de l'équipe et, faute d'entraînement, Damon Hill ne parvient pas à se qualifier. Damon Hill déclare à propos de ses débuts en Grand Prix : « Quand Mansell et Patrese me doublaient, lors des essais, je me disais qu'il y avait un peu de moi dans leur Williams : ils gagnaient le dimanche dans la monoplace que je pilotais le restant de la semaine. »
À l'occasion du Grand Prix suivant, à Imola, pour le Grand Prix de Saint Marin, Hill ne peut pas participer aux séances du vendredi car l'écurie est privée de moteurs, n'ayant pas encore réglé les factures de révision des blocs Judd. Il échoue encore une fois à se qualifier mais, après trois nouveaux échecs en qualification, il hisse sa modeste Brabham BT60B sur la vingt-sixième et dernière place de la grille de départ de son Grand Prix national qu'il termine seizième et avant-dernier, à quatre tours du vainqueur Nigel Mansell. Ses impressions sur son premier départ et sa première arrivée, « à domicile », en Formule 1 restent mitigées : « Les spectateurs ont envahi la piste pour fêter la victoire du Britannique Mansell. J'ai franchi la ligne d'arrivée dans ses roues, seizième, et ils ne m'ont pas même adressé un regard. »
Damon Hill se qualifie une seconde fois, en Grand Prix de Hongrie où il décroche la vingt-cinquième et avant-dernière place sur la grille de départ. Il termine l'épreuve à la onzième et dernière position, à quatre tours du vainqueur. Hill restera le dernier pilote à conduire une Brabham, écurie titrée à six reprises (deux championnats du monde des constructeurs, quatre titres pour ses pilotes). En effet, à l'issue du Grand Prix de Hongrie, Brabham se retire définitivement de la Formule 1 faute d'argent.

#### 1993: équipier modèle chez Williams

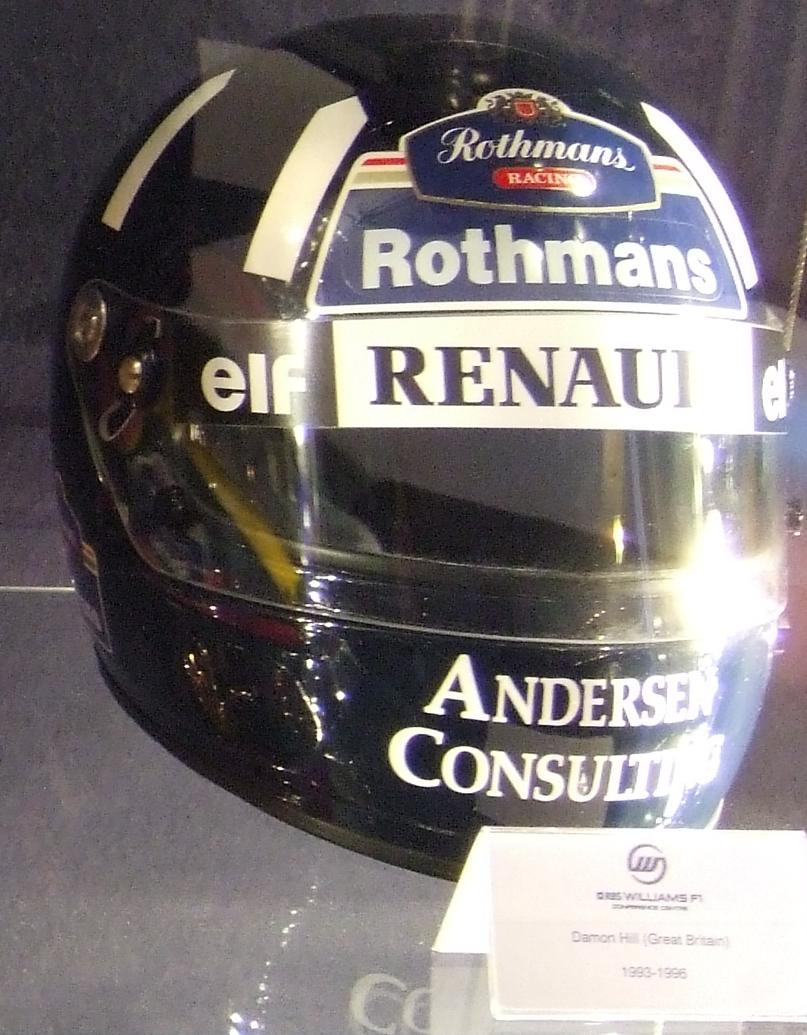
Le casque intégral de Damon Hill pendant ses années chez Williams.

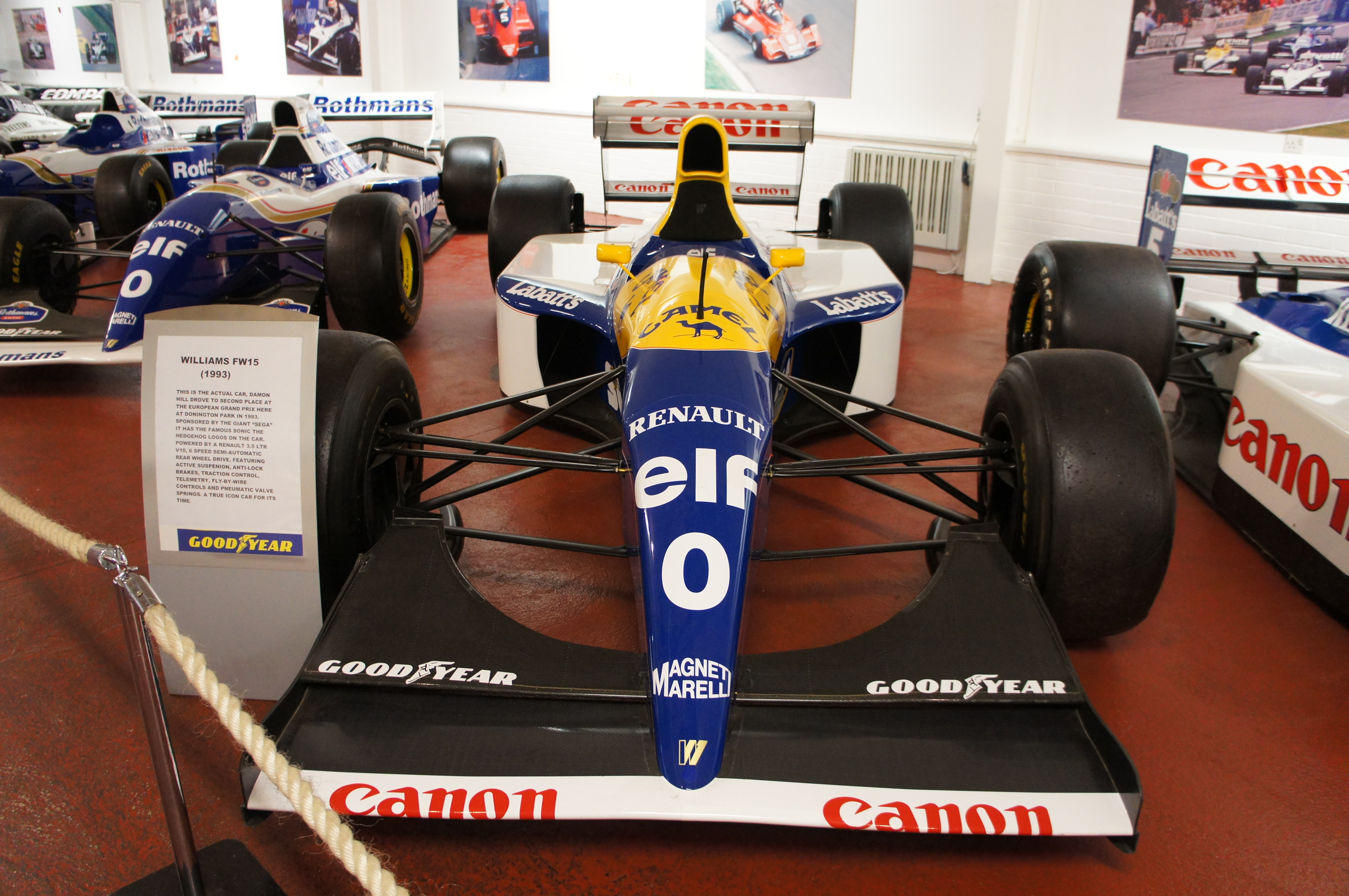
Damon Hill est le second pilote de l'histoire engagé en Formule 1 avec le numéro 0 sur sa monoplace, et le seul à l'arborer pendant deux saisons consécutives.

En 1993, Nigel Mansell quitte Williams car il ne souhaite pas devenir le coéquipier d'Alain Prost et n'accepte pas que Frank Williams refuse d'augmenter son salaire après le gain de la couronne mondiale. Riccardo Patrese quitte également l'écurie de Grove pour rejoindre Benetton Formula. Frank Williams souhaite engager Ayrton Senna mais se voit opposer un veto ferme de la part de Prost. Patrick Head, directeur technique de l'écurie, propose à son patron de promouvoir Hill au poste de titulaire mais Williams souhaite engager un pilote plus expérimenté comme Mika Häkkinen, Martin Brundle, Johnny Herbert ou Bertrand Gachot,,. Head insiste car, selon lui « À la mi-saison 1992, Hill a commencé à allonger la foulée, il n'était plus un pilote d'essais mais un homme qui veut prouver qu'il mérite sa chance. » De plus, Hill est un des pilotes les plus expérimentés sur les nouveaux systèmes électroniques. Fin novembre, Damon Hill est convoqué à une séance d'essais sur le circuit Paul Ricard. Dans l'avion qui le conduit au circuit français, la pression est énorme pour Hill : « Quand l'avion a traversé une zone de turbulences, j'ai pensé à mon père, mort sur le même trajet, en sens inverse, le même mois. Mais quand on s'est posé, j'étais prêt à affronter ce dernier test. »
Le choix de Damon Hill est également justifié par la nécessité d'assurer une continuité technique, les ingénieurs de l'équipe anglaise ne tenant pas à changer leurs deux pilotes d'une saison à l'autre. Réglementairement, le champion du monde en titre porte le no 1 sur sa monoplace et son coéquipier, le no 2. Comme Mansell ne participe pas à la saison 1993, les pilotes Williams se voient attribuer les no 0 et no 2 et Damon Hill, cadet de Prost, reçoit le 0. Il devient le second pilote de l'histoire de la Formule 1 à le porter après Jody Scheckter en 1973,.
La saison 1993 commence mal pour Damon Hill. Bien que parti de la quatrième place de la grille lors du Grand Prix inaugural en Afrique du Sud, il abandonne au seizième tour après une collision avec Alex Zanardi. L'Anglais peine face à Prost lors des premiers Grands Prix. Toutefois, lorsque Prost commet une erreur, Hill parvient à se mettre en valeur comme lors du Grand Prix du Brésil (Hill se classe second quand Prost abandonne, montant sur son premier podium) ou du Grand Prix d'Europe (où il se classe  devant Prost). À Magny-Cours, pour le Grand Prix de France, Damon Hill souffle la pole position au Français devant son public mais les consignes d'équipes l'empêchent de courir vers son premier succès.
Pendant cette première saison complète en Formule 1, Hill bénéficie de l'expérience de son illustre coéquipier et ses résultats s'améliorent tout au long de la saison. Il mène son Grand Prix national pendant 41 tours mais doit abandonner, victime d'une panne moteur. La scène se reproduit lors de l'épreuve suivante, en Allemagne où, après 41 tours en tête, il abandonne sur crevaison.
Après avoir manqué trois victoires, Damon Hill remporte trois succès consécutifs en Hongrie, en Belgique et en Italie et devient le premier fils de champion de Formule 1 à remporter une course,. Dans la seconde partie de la saison, Hill ne cède rien à son coéquipier, qui pourtant se bat pour le championnat. Il se classe troisième du championnat du monde avec 69 points, à 30 longueurs de Prost et 4 d'Ayrton Senna. Hill a obtenu, pour sa première saison complète en Formule 1, 3 victoires, 2 pole positions, 10 podiums et 4 meilleurs tours en course. Williams remporte le championnat des constructeurs pour la sixième fois et Alain Prost son quatrième titre de champion du monde des pilotes.

#### 1994: promu premier pilote et en lice pour le titre mondial

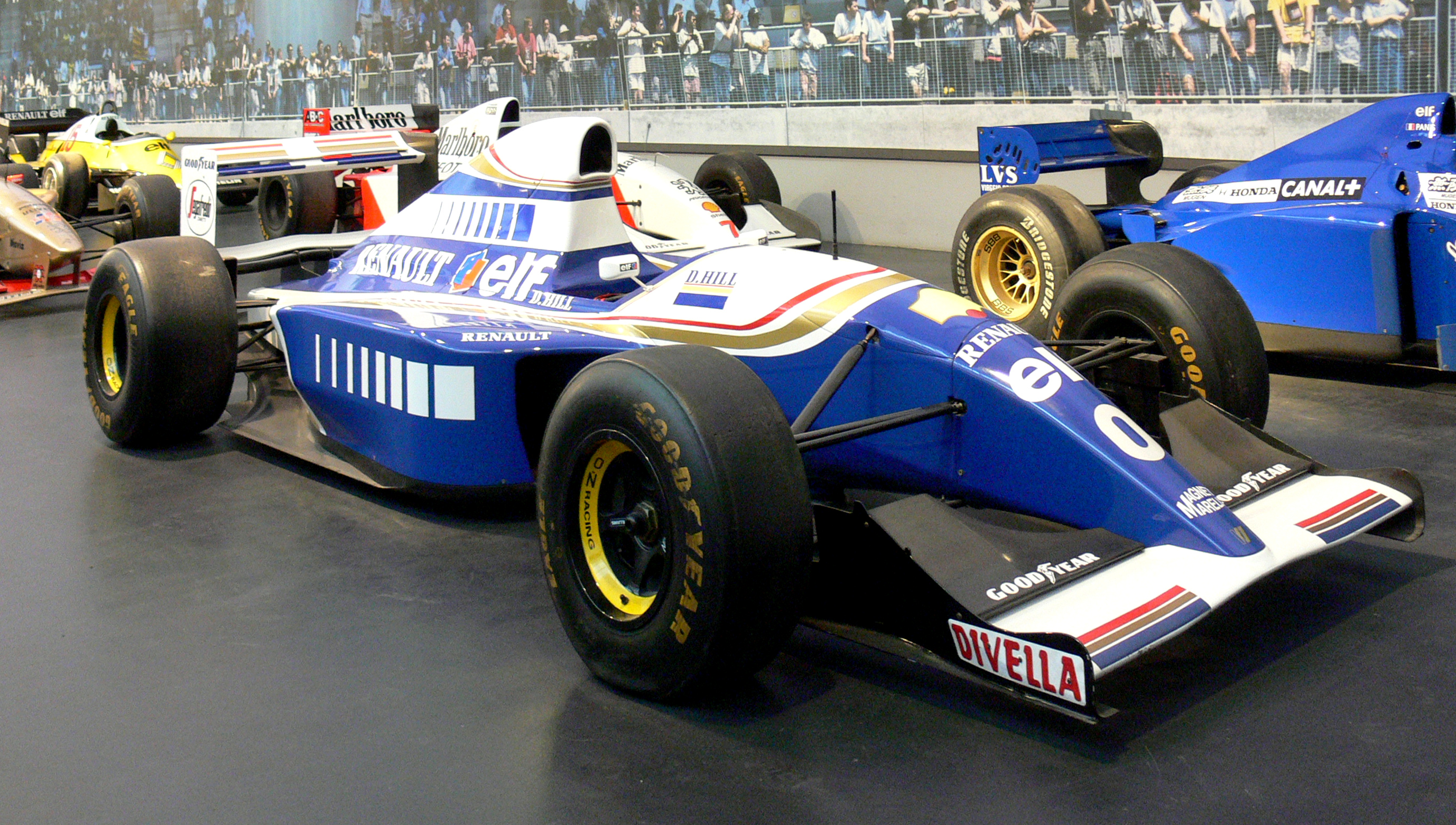
La Williams FW16 pilotée par Damon Hill en 1994, exposée à la Cité de l'automobile.

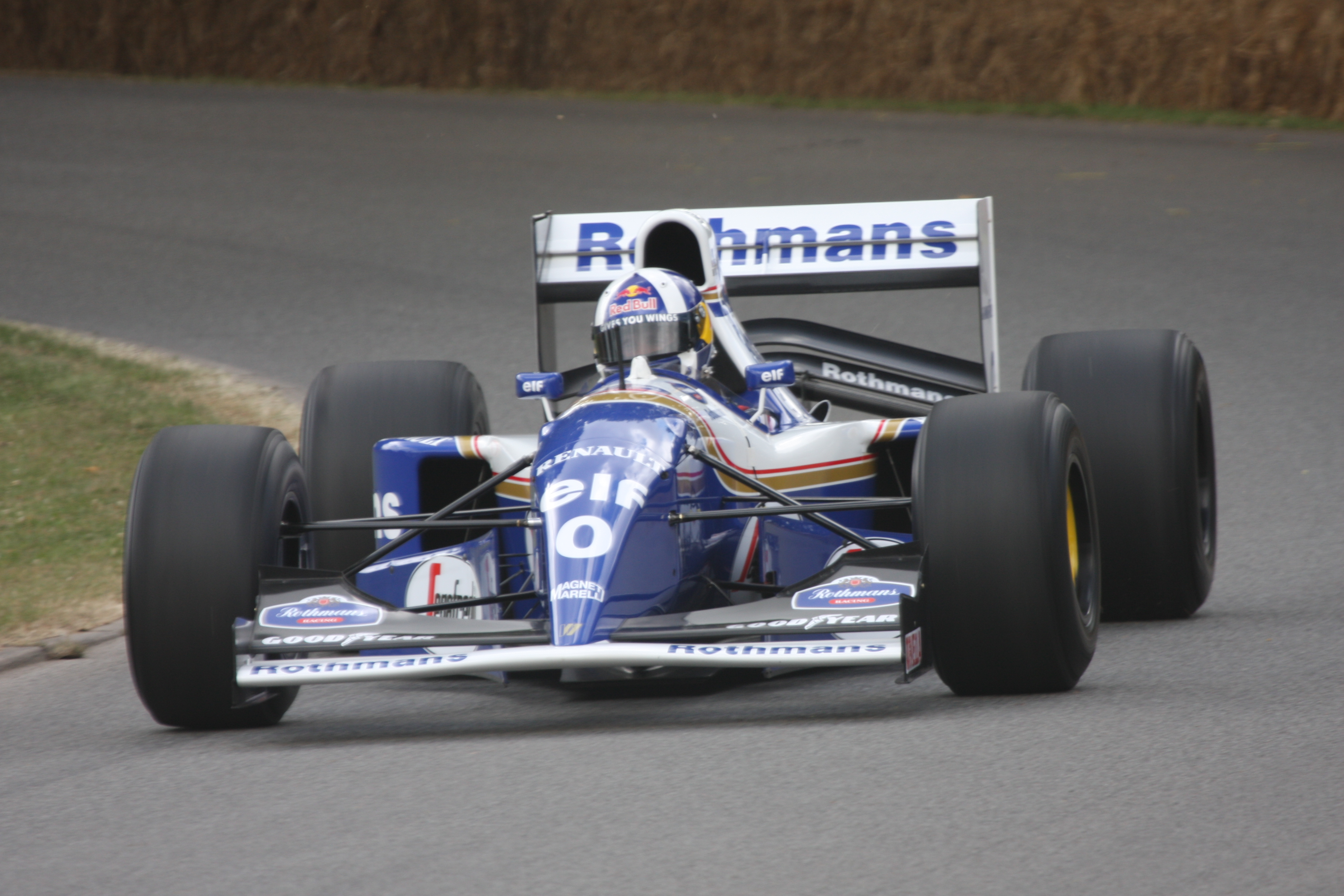
La Williams FW16B de Damon Hill, pilotée par David Coulthard au Festival de vitesse de Goodwood.

En 1994, Frank Williams a recruté Ayrton Senna, ce qui cause le départ d'Alain Prost qui ne souhaitait plus faire équipe avec son ancien équipier chez McLaren. Comme le champion en titre n'est pas présent en championnat, Williams reçoit les no 0 et no 2, le no 0 échouant à nouveau à Damon Hill. Si Damon Hill semble impressionné par son coéquipier, il entame la saison avec une forte ambition. Il déclare ainsi : « J'espère que Prost était un pilote rapide l'an dernier car je ne lui ai chipé que deux pole positions » mais se ressaisit dans la presse anglaise : « Cette année, je vais me sortir les tripes ».
Pendant l'intersaison, les amateurs de sport automobile pensent que Senna va remporter aisément le titre des pilotes. Le Brésilien prend rapidement l'avantage sur son coéquipier en obtenant la pole position lors du Grand Prix du Brésil, épreuve inaugurale de la saison. Senna réalise à nouveau la pole position lors du Grand Prix suivant Grand Prix du Pacifique à TI Aida puis une troisième pole consécutive à Imola quand Hill reste bloqué en deuxième ligne.
Toutefois, l'interdiction des aides à la conduite électronique a été mieux exploitée par Benetton Formula, et Michael Schumacher remporte les deux premières épreuves de la saison alors que Senna abandonne à chaque fois. Damon Hill, grâce à un podium au Brésil, pointe à la quatrième place du classement.
Au Grand Prix de Saint-Marin, Senna meurt après une violente sortie de piste. Damon Hill déclare en 2004 sur BBC Sport qu'il pense qu'Ayrton Senna a négocié le virage trop vite alors que ses pneus n'étaient pas encore chauds, la voiture de sécurité ayant ralenti les pilotes auparavant. Damon Hill se retrouve dans la même situation que son père chez Lotus en 1968 après la mort de Jim Clark : il doit assumer le rôle de premier pilote de l'écurie dans la meilleure écurie du plateau.
Pour la course suivante, à Monaco, Hill est l'unique pilote Williams engagé et sa course s'achève prématurément dès le premier virage de la course après un accident impliquant quatre pilotes. Il se retrouve en troisième position avec sept points, trente-trois de retard sur Schumacher qui compte un score parfait. En Espagne, le jeune David Coulthard, pilote d'essais de Williams remplace Ayrton Senna au volant de la seconde monoplace. Hill remporte son premier succès de la saison, un mois après le décès d'Ayrton Senna. Vingt-six ans plus tôt, son père, Graham Hill, avait remporté lui aussi le Grand Prix d'Espagne dans des conditions similaires après la mort de son coéquipier Jim Clark. Le leader du championnat Michael Schumacher, victime d'un problème de boîte de vitesses, termine deuxième après avoir mené les premiers tours. Grâce à sa victoire en Espagne, Hill pointe à la seconde place du championnat du monde mais Schumacher, avec quatre victoires et une seconde place est déjà loin au classement avec 46 points contre 17 pour Hill.
Frank Williams pense que Hill, qui n'a disputé que vingt-quatre Grands Prix, n'a pas un niveau suffisant pour permettre à son écurie de remporter un titre de champion du monde, que ce soit des pilotes ou des constructeurs et engage Nigel Mansell qui se morfond en IndyCar World Series aux États-Unis. Mansell reçoit 900 000 livres sterling pour une pige de quatre courses quand Hill touche 300 000 livres pour l'ensemble de la saison,.
Au Grand Prix de France, Hill obtient la pole position devant son nouvel équipier Mansell puis se classe second derrière Michael Schumacher quand Mansell abandonne pour sa première course de la saison. Des soupçons entourent la performance de Michael Schumacher qui a effectué un départ aussi rapide que quand les monoplaces étaient dotées d'un antipatinage, désormais interdit. Damon Hill est toujours second du championnat du monde mais compte désormais un retard de trente-sept points et conforte sa position après sa victoire au Grand Prix de Grande-Bretagne, course que son père n'a jamais gagnée.
Ce Grand Prix constitue un tournant de la saison. En effet, Michael Schumacher, qui a doublé Hill lors du tour de formation avant de lui rendre sa position au départ reçoit de la part des commissaires un drapeau noir l'obligeant à quitter l'épreuve. Sur les conseils de son écurie, le pilote allemand poursuit la course qu'il termine second sous le drapeau à damier : il est alors disqualifié et suspendu pour les deux courses suivantes,. La FIA, faute de pouvoir sanctionner directement Benetton pour divers soupçons de tricherie, prend tous les prétextes pour sévir et Schumacher est à nouveau sanctionné au Grand Prix de Belgique pour usure excessive de son fond plat alors que le pilote allemand venait de remporter l'épreuve,.

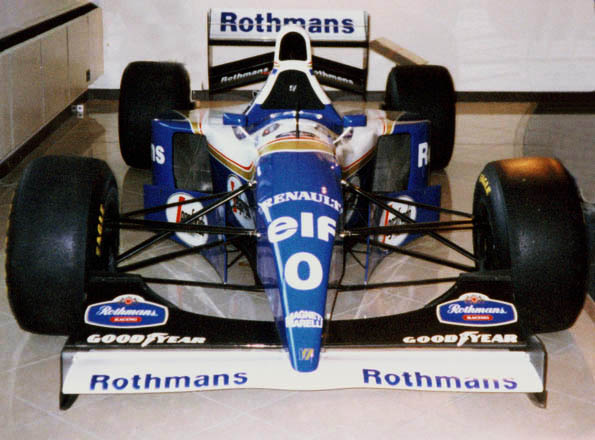
La Williams FW16B de Damon Hill.

Au total, Schumacher est privé de quatre courses (deux disqualifications et deux suspensions), ce dont profite opportunément Damon Hill qui décroche quatre nouveaux succès, dont trois lors de courses où Schumacher est disqualifié ou exclu (Belgique, Italie, Portugal et Japon). Cette dernière victoire, au Japon, permet à l'Anglais de revenir à un point de son rival (91 points contre 92,,) maintenant le suspense pour la course au titre jusqu'à l'épreuve finale à Adélaïde.
Le dernier Grand Prix de la saison en Australie, met un terme controversé à la rivalité pour le titre mondial entre les deux pilotes. Dès le départ, Hill saute dans les roues de Schumacher, parti en première ligne derrière un étonnant Mansell en pole position, et le presse pour le pousser à la faute. Hill maintient la pression jusqu'au trente-cinquième tour où Schumacher sort large, touche le mur avant de revenir sur la piste : sa monoplace est endommagée et ne pourra terminer la course,,. Arrivé dans le sixième virage et ignorant que Schumacher va abandonner, Hill se porte à sa hauteur pour le dépasser lorsque Schumacher se rabat sur lui, ce qui brise le triangle de suspension de la Williams : les deux pilotes abandonnent. La FIA, qui sait qu'elle a déjà trop puni Schumacher au cours de la saison, tergiverse avant de conclure à un simple incident de course, et le titre de champion du monde revient à Schumacher,.
Si le commentateur de Formule 1 de la BBC, Murray Walker, un grand ami de Hill, soutient que Schumacher n'a pas causé délibérément l'accident,, Patrick Head, copropriétaire de Williams, a une tout autre opinion : en 2006, il déclare qu'au moment de l'incident « Williams était déjà certain à 100 % que Michael était coupable d'une faute » mais ne conteste pas le titre de Schumacher, l'équipe étant encore affectée par la mort d'Ayrton Senna. L'écurie Williams ne porte pas réclamation de la décision de la FIA car elle a acquis le titre des constructeurs.
En 2006, Damon Hill accuse explicitement Michael Schumacher d'avoir volontairement causé la collision. À l'annonce de la première retraite sportive de Michael Schumacher, il déclare : « Michael Schumacher laissera une trace immense dans l'histoire de notre sport. Il en a aussi laissé une belle sur les flancs de ma Williams à Adélaïde en 1994. » Le titre honorifique de vice-champion du monde de Hill lui vaut d'être nommé sportif de l'année 1994 par la chaîne BBC Sport.
Les relations entre Damon Hill et Frank Williams se dégradent de plus en plus. Au terme de la saison, le pilote anglais considère qu'il est traité comme un pilote de seconde zone par sa propre écurie : « Je suis dégoûté de la façon dont je suis traité chez Williams. Plus que tout autre, je suis constamment tenu de prouver ce dont je suis capable alors que j'ai largement tenu mon rôle de leader cette saison. Je suis en droit d'attendre plus d'égards de la part de mon équipe,. » Afin de calmer la presse anglaise, Frank Williams se fend d'une déclaration « élogieuse » sur son pilote et déclare que « Damon a beaucoup progressé cette saison. »

#### 1995: nouvel échec pour la conquête du titre mondial face à Schumacher

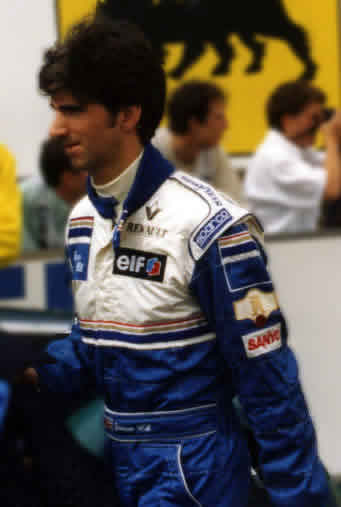
Damon Hill en juillet 1995.

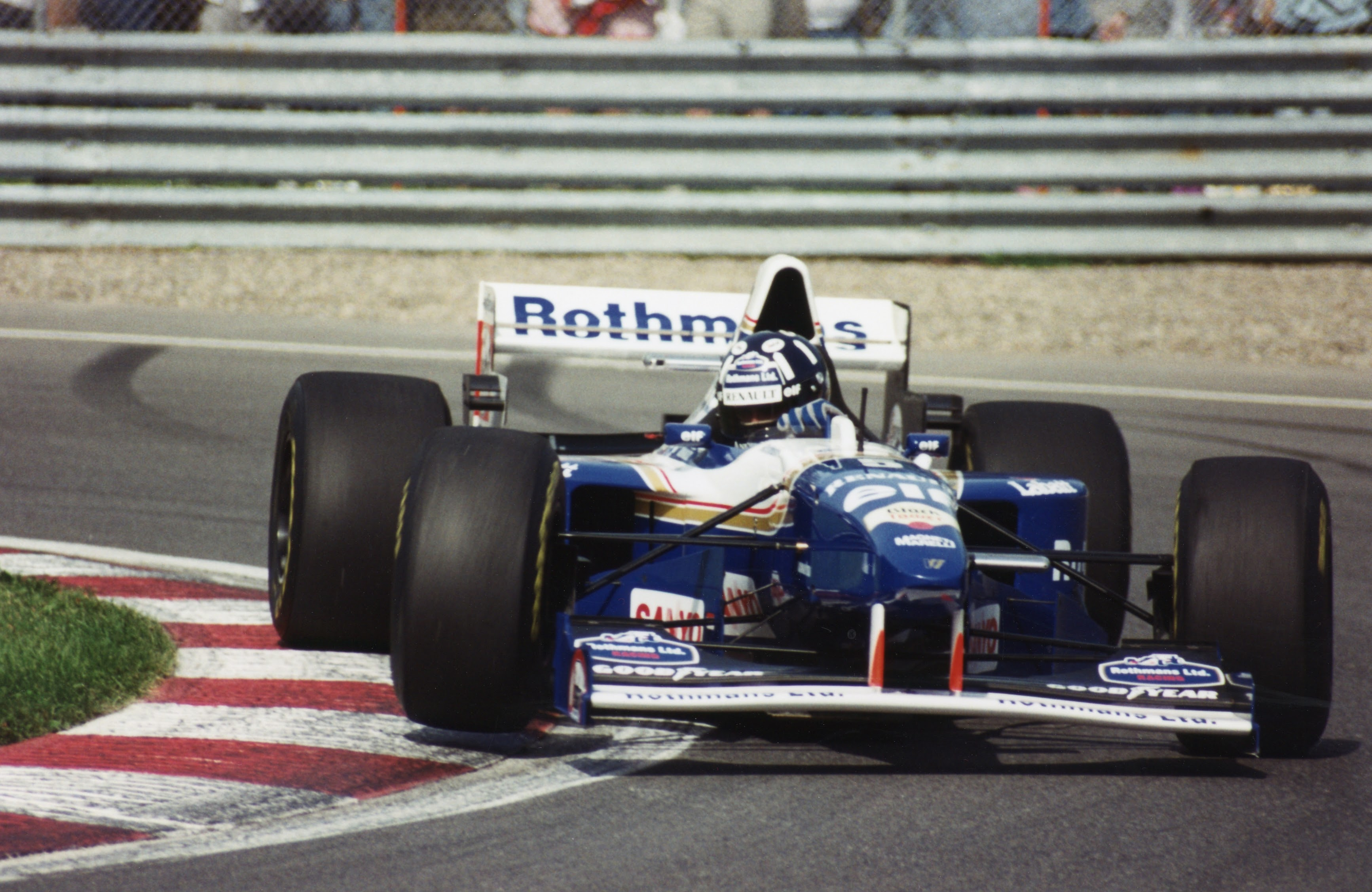
Damon Hill au volant de sa Williams-Renault FW17 lors du Grand Prix du Canada en juin 1995.

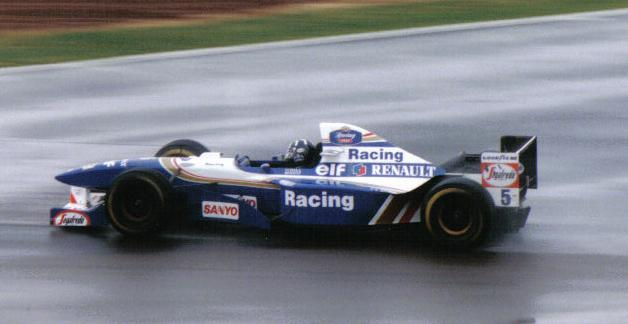
Damon Hill au volant de sa Williams-Renault FW17 lors du Grand Prix de Grande-Bretagne en 1995.

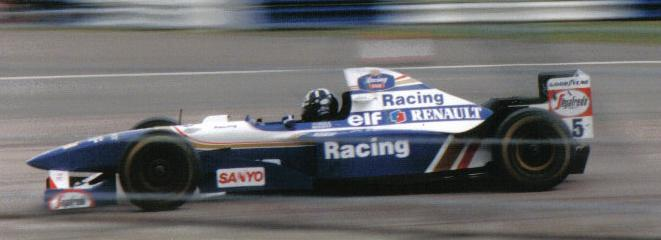
Damon Hill au volant de sa Williams-Renault FW17 lors du Grand Prix de Grande-Bretagne en 1995.

En 1995, Damon Hill est l'un des favoris pour le titre mondial. Au volant d'une Williams qui a remporté le titre des constructeurs la saison précédente et épaulé par le jeune David Coulthard qui dispute sa première saison complète en Formule 1, il apparaît comme le pilote numéro un du plateau.
Pourtant, la saison commence mal pour l'Anglais, victime d'un problème de boîte de vitesses lors du Grand prix inaugural au Brésil alors qu'il a réalisé la cinquième pole position de sa carrière et que Schumacher remporte cette manche d'ouverture. Il signe ensuite deux succès aux Grand Prix d'Argentine et au Grand Prix de Saint-Marin,, qui lui permettent de prendre la tête du championnat avec six points d'avance sur Jean Alesi et Michael Schumacher,.
La rivalité exacerbée entre les deux hommes les conduit à avoir plusieurs accidents en cours de saison. Au Grand Prix de Grande-Bretagne, Hill, second derrière Schumacher, l'accroche au quarante-cinquième tour en essayant de le dépasser : « J'aurais voulu que la terre s'ouvre sous mes pieds pour y disparaître. Percuter Schumacher en voulant le dépasser à Priory, tout ça pour finir hors course tous les deux, avec toutes les conséquences que cela a entraînées au championnat, cela m'a profondément marqué. » Au Grand Prix de Belgique, Schumacher bloque Hill et le force à quitter la piste : l'Allemand écope d'une suspension de quatre courses avec sursis,. À Monza, les deux pilotes entrent en collision en tentant de dépasser Taki Inoue et Damon Hill écope à son tour d'une suspension de deux courses avec sursis,,. Il déclare à l'issue de l'épreuve : « Pour la deuxième fois, je percutais Michael en course […] J'ai été surpris par les zigzags d'Inoue que Michael avait réussi à passer et je suis parti à la faute. Dans le bac à graviers, j'ai vu Michael se précipiter vers moi […] j'ai essayé de m'expliquer avec lui mais je ne savais pas quoi dire. »
La suite de la saison tourne rapidement à l'avantage de Michael Schumacher qui remporte huit victoires quand Hill n'en remporte que deux. Le pilote allemand est même sacré champion du monde à deux courses de la fin, au Grand Prix du Pacifique tandis que Benetton s'empare du titre des constructeurs à Suzuka. Michael Schumacher révèlera les faiblesses de son rival lors d'une conférence de presse : « En vitesse pure, Damon ne craint personne mais il est moins à l'aise dans le combat de près car il n'a pas été formé à l'école du kart. »
Hill lui-même avoue son impuissance à contrer son principal adversaire dans la course au titre : « Même si vous êtes mieux armé que lui, Michael reste une menace. Quand vous menez un Grand Prix, vous sentez son souffle sur votre cou et dès que vous baissez la garde, vous sentez sa morsure. » Dès le Grand Prix d'Allemagne, neuvième épreuve de la saison, Hill semble reconnaître son incapacité à lutter contre Schumacher : alors qu'il est sorti de la piste et que sa monoplace est immobilisée dans le bac à graviers, il salue son adversaire, vainqueur de la course, lors de son tour d'honneur : « C'était très dur pour moi de l'applaudir pourtant il fallait absolument que je le fasse. Il fallait que je salue le talent de Michael. Comment ne pas l'envier : devant son public il venait de remporter un Grand Prix magnifique et était pratiquement assuré de décrocher le titre. Si j'avais parfois mis un genou à terre, lui n'avait jamais laissé passer les occasions de victoires. À cet instant précis je me suis soudain fait à l'idée que le titre n'était plus à ma portée, j'acceptais ma défaite, Michael méritait ce titre, il avait dominé le championnat à tous les niveaux. » Le Britannique a alors vingt-et-un points de retard sur le champion du monde en titre. Après le Grand Prix du Japon, où il a déjà perdu toute chance mathématique de devenir champion du monde, et après un septième abandon, cette fois sur un tête-à-queue, Georgie emmène son mari, profondément déprimé, en vacances à Bali où il songe à renoncer à la Formule 1 à la fin de la saison,.
Si Hill termine la saison sur une victoire au Grand Prix d'Australie avec deux tours d'avance sur son premier poursuivant Olivier Panis, il termine à nouveau vice-champion du monde mais avec 33 points de retard sur Michael Schumacher. Damon Hill est vivement critiqué par les médias britanniques en raison de ses mauvaises performances, de son manque de panache, de sa rapidité moyenne et pour sa fragilité psychologique. Une rumeur court dans les paddocks que Williams souhaite le remplacer par Heinz-Harald Frentzen ou Gerhard Berger pour la saison 1996,. Frank Williams, frustré par les performances décevantes de son premier pilote envisage en effet de recruter Frentzen avant de déclarer avoir une « confiance sans équivoque » envers Hill.
Frank Williams est un patron d'écurie pragmatique : il sait que Michael Schumacher a signé chez Ferrari et n'a que peu de chance de se battre pour le titre en 1996. De plus, Benetton renouvelle complètement son duo de pilotes (Gerhard Berger et Jean Alesi, tous deux en provenance de Ferrari, remplacent Schumacher et Johnny Herbert) et ne semble pas non plus inquiéter Williams. Hill est donc confirmé pour une saison de plus chez Williams.

#### 1996: champion du monde mais évincé par Williams

Damon Hill remporte le championnat du monde 1996.

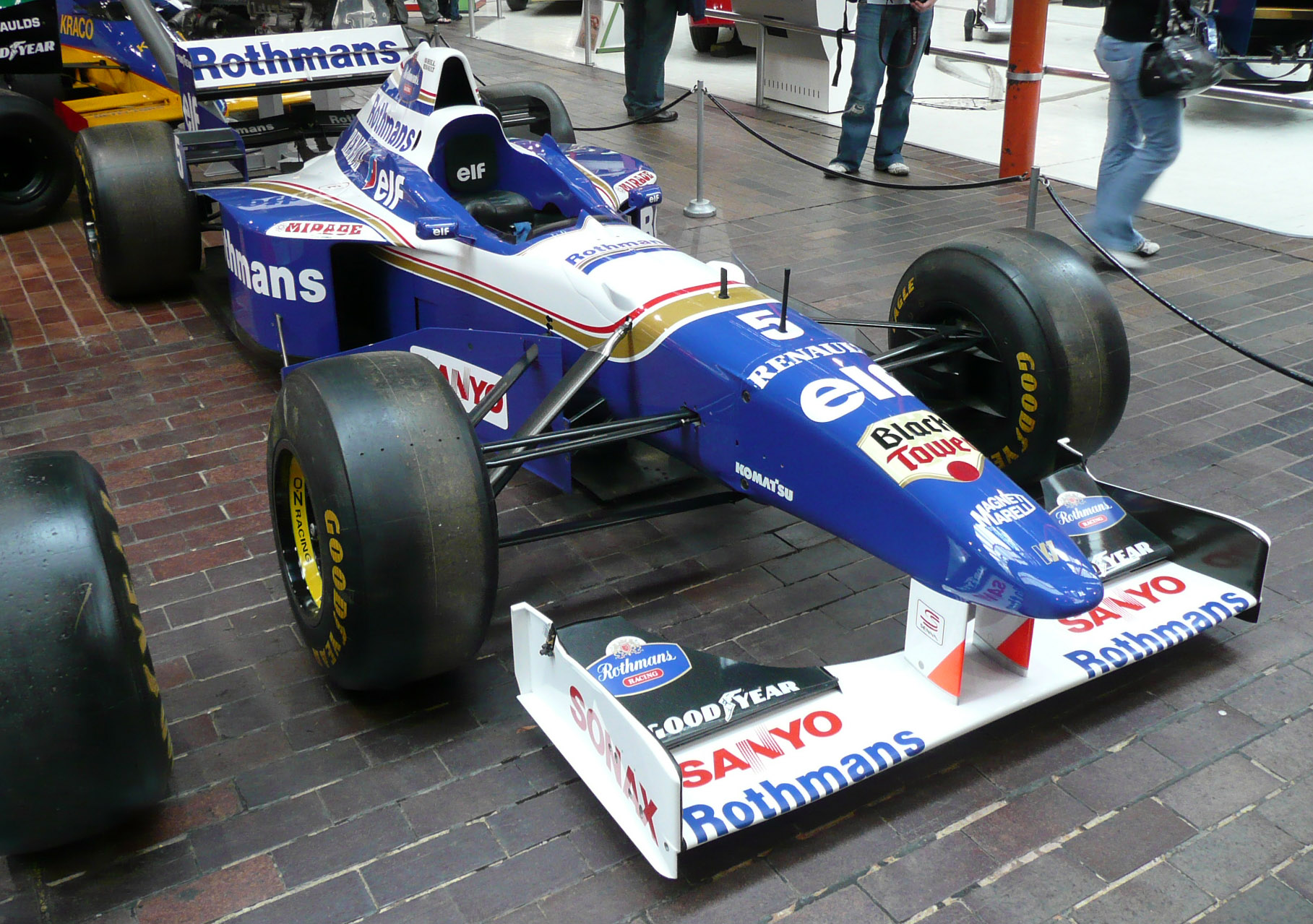
La Williams FW18 de Damon Hill exposée au Musée automobile de Beaulieu.

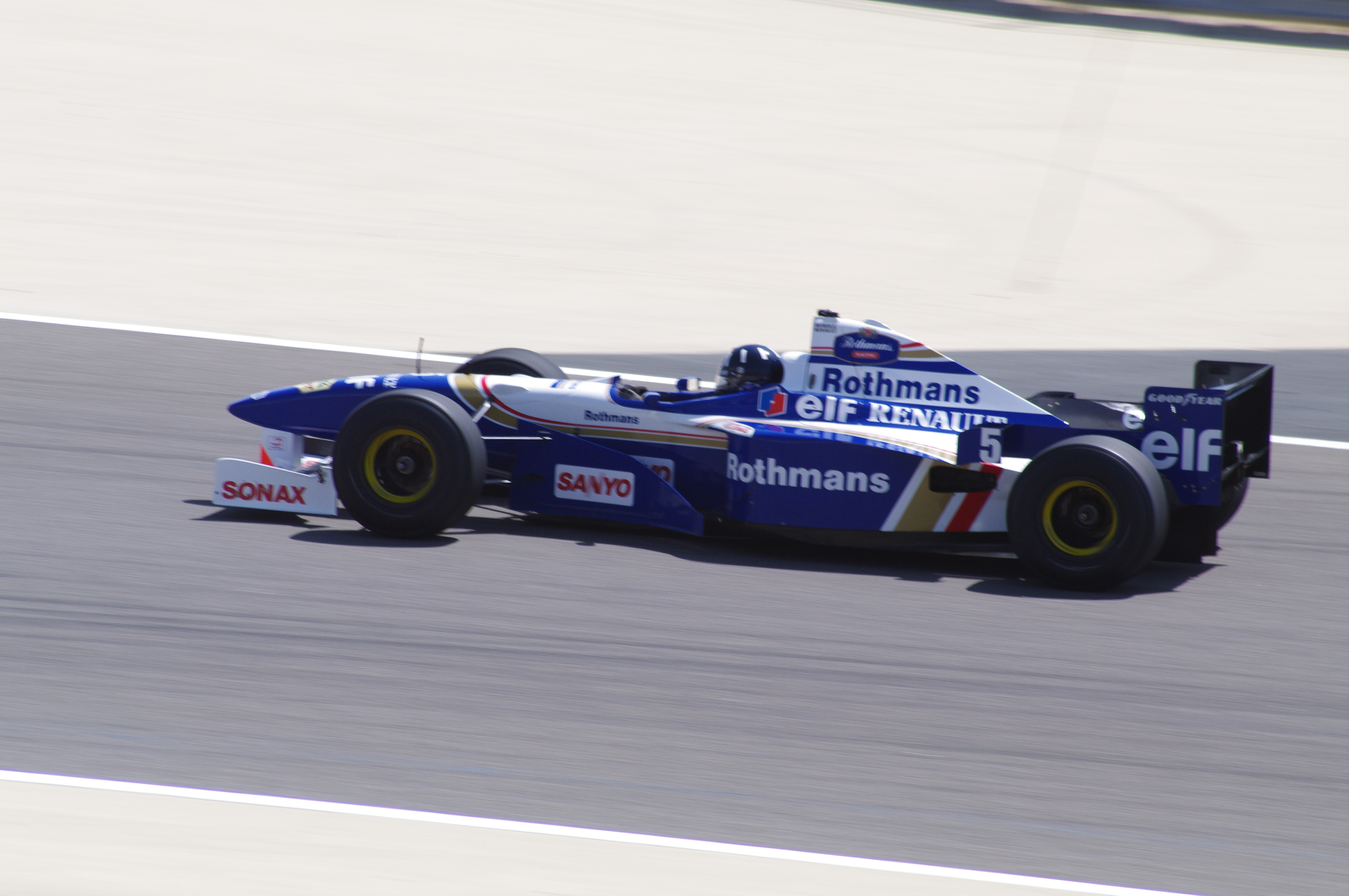
Damon Hill effectuant une démonstration à bord de la Williams FW18 sur le circuit de Bahreïn en.

En 1996, la Williams FW18 est la voiture la plus véloce du plateau. Hill est à nouveau annoncé comme le favori du championnat à la suite du départ de son rival Michael Schumacher chez Ferrari alors en pleine reconstruction. Il fait équipe avec le Canadien Jacques Villeneuve, fils de Gilles Villeneuve, en provenance du CART, et vainqueur en titre des 500 miles d'Indianapolis. Jusqu'à la mi-saison, Hill est irrésistible : à l'issue du Grand Prix du Canada, il pointe en tête du classement du championnat du monde (place qu'il occupe depuis le premier Grand Prix), a remporté cinq victoires (dont les trois premiers Grands Prix de la saison, en Australie, au Brésil et en Argentine), trois meilleurs tours en course et cinq pole positions.
Si Jacques Villeneuve, son nouvel équipier, est parfois plus rapide que lui (il réalise notamment sa première pole position dès le premier Grand Prix et aurait pu l'emporter sans un souci moteur dans les derniers tours), il accuse 21 points de retard, Schumacher étant troisième du championnat avec 27 points de retard. Pourtant, la seconde partie de la saison tourne peu à peu à l'avantage du jeune Québécois qui monte six fois sur le podium et remporte trois victoires, contre cinq podiums et trois victoires pour Hill.
Le tournant de la saison a lieu au Grand Prix de Belgique où Hill ne se classe que cinquième quand Villeneuve termine second derrière Schumacher qui signe sa seconde victoire de la saison. Frank Williams estime que Schumacher est en train de réussir son pari de redresser la Scuderia Ferrari et qu'il sera un adversaire redoutable en 1997. Williams souhaite poursuivre avec Villeneuve, qui a montré son potentiel en 1996, et envisage de recruter Heinz-Harald Frentzen qui brille au volant de la plus modeste Sauber. L'annonce officielle du recrutement de Frentzen et de la non-reconduction du contrat de Hill a lieu lors du week-end de course suivant, à Monza. Perturbé par cette annonce, Hill, pourtant auteur de la pole position, abandonne rapidement sur sortie de piste au cinquième tour de la course.
Après sa victoire à Estoril, Villeneuve n'a plus que neuf points de retard sur Hill et a toutes ses chances pour remporter le championnat du monde. Villeneuve obtient la pole position lors de la dernière course à Suzuka mais Hill prend la tête dès le premier virage, remporte l'épreuve et le titre mondial. Il devient, à 36 ans, le premier fils de champion du monde à rejoindre son père au palmarès et le premier champion du monde britannique depuis Nigel Mansell en 1992.
Son titre ne suffit pas à convaincre ses détracteurs qui font remarquer qu'au fil de la saison, il a été de plus en plus malmené par son nouvel équipier, le débutant Jacques Villeneuve. Eddie Irvine déclare même : « Gagner est quand même la moindre des politesses quand on pilote la meilleure voiture ».
Pourtant Hill vient de réaliser sa plus belle saison en championnat du monde avec un total de huit victoires, dix podiums, neuf pole positions, cinq meilleurs tours en course et quatre-vingt-dix-sept points inscrits Damon Hill n'a jamais pris le départ d'une course au-delà de la seconde place sur la grille. Michael Schumacher reconnaît même qu'« on ne peut rien enlever à un pilote qui a remporté huit courses sur seize. »
Le gain du titre mondial ne change rien à la décision de Frank Williams qui confirme son remplacement par Frentzen. Hill quitte donc Williams après vingt-et-une victoires pour le compte de l'écurie, devenant le second meilleur pilote Williams de l'histoire derrière Nigel Mansell. Damon Hill est une nouvelle fois élu sportif de l'année 1996 par BBC Sport, devenant ainsi la troisième personnalité à obtenir deux fois ce prix après le boxeur Henry Cooper et Nigel Mansell. En récompense de son titre mondial, il est nommé OBE. Il gagne également le Trophée Segrave, décerné par le Royal Automobile Club.

#### 1997: passage chez Arrows

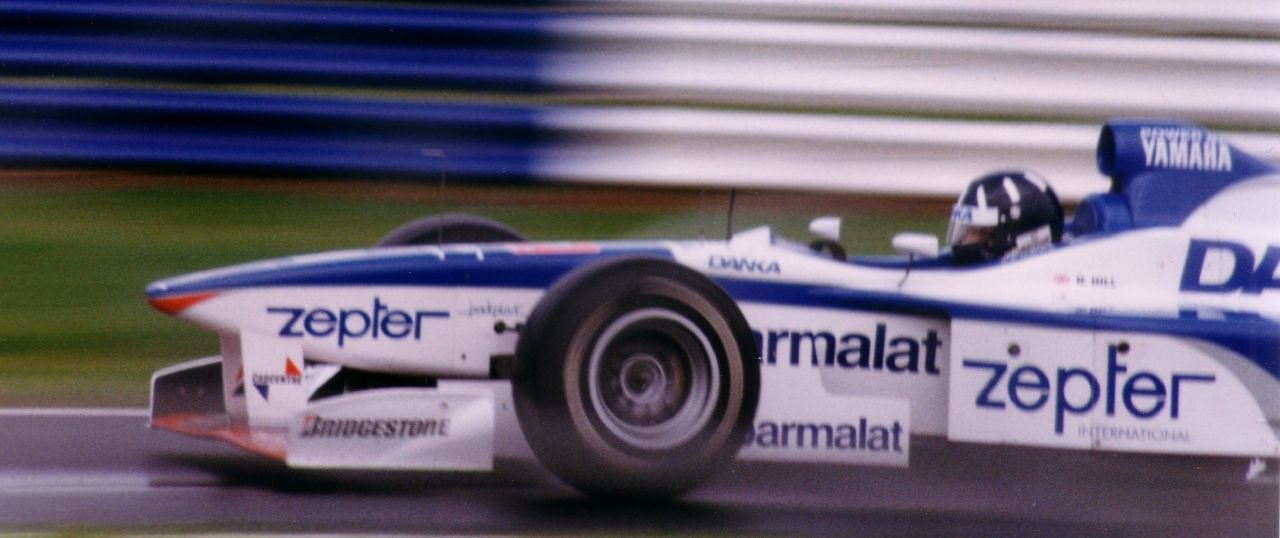
Damon Hill dans l'Arrows-Yamaha au Grand Prix de Grande-Bretagne 1997.

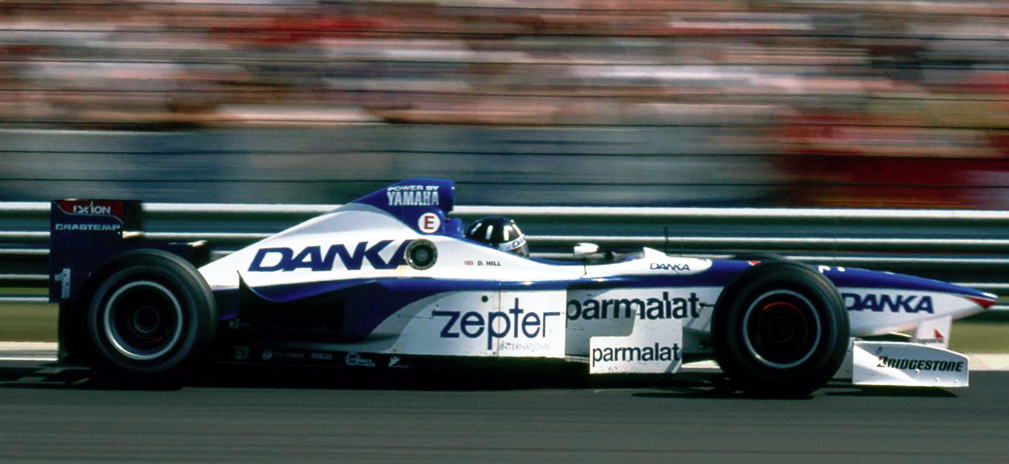
Damon Hill à bord de l'Arrows-Yamaha frôlant la victoire lors du Grand Prix de Hongrie 1997.

Logiquement très courtisé sur le marché des transferts, notamment par la Scuderia Ferrari, McLaren Racing, Jordan Grand Prix, Prost Grand Prix et Stewart Grand Prix, Damon Hill se ferme plusieurs portes en s'avérant financièrement trop gourmand dans ses négociations. Soucieux d'assurer l'avenir de sa famille, ce que n'a pas su faire son père, Damon Hill signe chez Arrows pour dix millions d'euros.
L'écurie vient de passer sous le contrôle de Tom Walkinshaw, Jackie Oliver, cofondateur historique de l'équipe conservant 49 % des parts. L'écurie est en totale refondation : l'usine est transférée de Milton Keynes à Leafield, le nombre d'employés passe de 100 à 180 et le second pilote, Pedro Diniz apporte un complément financier important grâce au partenariat de Parmalat. L'atout principal de la modeste équipe, qui n'a réalisé qu'une seule pole position et huit podiums depuis son premier départ en Formule 1 en 1978, est d'avoir passé des accords de coopération technique avec le motoriste Yamaha (qui propose un bloc Yamaha OX 11 A à 10 cylindres en V à 72° développé par Judd et fournissant 690 chevaux) et avec le manufacturier de pneumatiques Bridgestone.
L'Arrows A18, conçue par Frank Dernie et John Barnard, est plus fine et plus travaillée que sa devancière mais pêche par sa fiabilité médiocre au niveau du moteur et de la boîte de vitesses. Hill se qualifie de justesse lors du Grand Prix inaugural (vingtième sur vingt-deux) et abandonne pendant le tour de formation,. Le début de saison est très difficile puisqu'il ne reçoit le drapeau à damier qu'au Grand Prix du Canada où il se classe neuvième. Les Arrows, qui bénéficient d'un partenariat privilégié avec Bridgestone, nouveau venu sur la scène des Grands Prix, progressent toutefois légèrement dans la hiérarchie et Hill inscrit son premier point en juillet, au Grand Prix de Grande-Bretagne, neuvième manche de la saison. Bien que huitième en Allemagne, il occupe seulement la dix-huitième place du championnat avec un seul point, quand, en 1996, au même stade, il était leader du championnat avec 63 unités.
Ces lents progrès ne laissent pourtant en rien augurer du déroulement du Grand Prix de Hongrie où les pneus Bridgestone sont bien supérieurs aux Goodyear. Hill se qualifie en troisième position, sa meilleure place sur la grille étant auparavant une neuvième place au Brésil. Dès le départ, il prend le meilleur sur Jacques Villeneuve et se retrouve en seconde position, derrière Michael Schumacher qu'il dépasse dans le onzième tour. À la faveur des arrêts aux stands, son successeur chez Williams Heinz-Harald Frentzen s'empare du commandement, mais doit renoncer après un souci technique quelques tours plus tard, repassant les commandes au champion du monde en titre. Sur sa modeste Arrows-Yamaha, le Britannique domine l'épreuve et compte plus de trente secondes d'avance sur Jacques Villeneuve, son plus proche poursuivant à quelques tours de l'arrivée, la première victoire d'Arrows après 299 tentatives semble acquise. C'est au même moment que survient un problème hydraulique sur la voiture, la ralentissant considérablement. Dans le dernier tour, Villeneuve le double et s'envole vers la victoire. Hill sauve néanmoins la deuxième place et offre à Arrows son premier podium depuis le Grand Prix d'Australie 1995. Après l'épreuve, Hill déclare : « L'hydraulique de l'Arrows a lâché et j'ai secoué la voiture dans tous les sens pour rallier l'arrivée. J'ai réussi à terminer second derrière le diable blond qui m'a doublé dans le dernier tour. Cette deuxième place, après toutes les déceptions depuis le début de l'année, me transporta de joie. Jacques me tomba dans les bras quand je descendis de voiture, il n'est pas toujours nécessaire de gagner pour être heureux. »
Pour beaucoup d'amateurs de Formule 1, cette performance donne à Hill la légitimité que même son titre mondial n'avait pu lui conférer. Malgré ce coup d'éclat, Damon Hill, pourtant quatrième sur la grille du Grand Prix d'Europe, n'inscrit plus aucun autre point jusqu'à la fin de la saison et reste peu convaincu par ses perspectives d'avenir chez Arrows ; il rejoint Jordan-Mugen-Honda en 1998, après avoir envisagé de signer pour Prost Grand Prix, dirigé par son ancien coéquipier Alain Prost,. Il boucle la saison à la douzième place du championnat, avec sept points.

#### 1998: nouvel élan chez Jordan

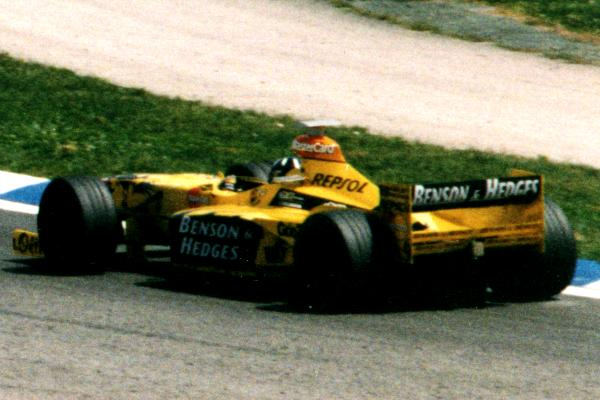
Damon Hill dans la Jordan 198 au Grand Prix d'Espagne 1998.

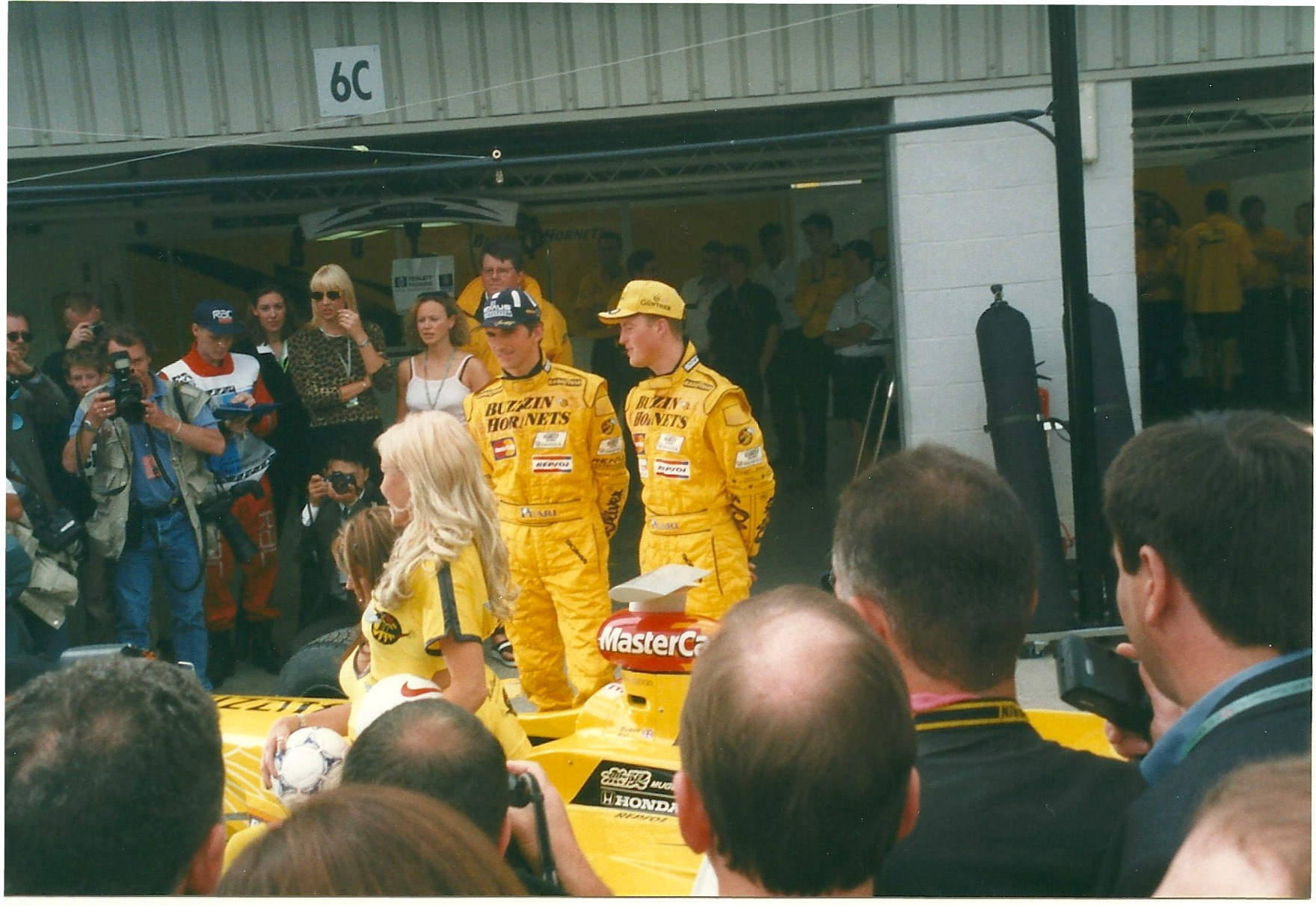
Damon Hill et Ralf Schumacher dans le stand Jordan au Grand Prix de Grande-Bretagne 1998.

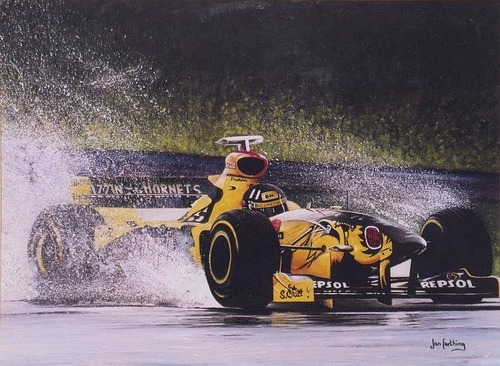
Peinture à l'huile représentant la dernière victoire de Damon Hill et la toute premiere de l'équipe Jordan en Formule 1, sous le déluge de Spa en 1998.

En 1998, Jordan, honnête écurie de milieu de plateau dont le classement en championnat du monde oscille entre la cinquième et la sixième place depuis 1994, entame une profonde restructuration, comme Arrows l'année précédente. Hill remplace Giancarlo Fisichella et côtoie Ralf Schumacher, le frère cadet de Michael Schumacher. Le moteur Peugeot est remplacé par un bloc Mugen Honda MF-301HC de 690 chevaux monté dans la Jordan 198. Le bloc japonais, qui équipait auparavant les Prost Grand Prix, a été retravaillé au cours de l'hiver et est désormais plus léger et compact. Jordan acquiert une soufflerie à Brackley, pour permettre à Gary Anderson d'affiner la nouvelle 198, évolution de la Jordan 197. Du fait de la nouvelle réglementation, la 198 est plus petite que sa devancière et est tellement légère qu'elle n'atteint pas les 600 kilogrammes réglementaires, ce qui permet d'utiliser un lest ajustable.
Damon Hill, tout comme Eddie Jordan, ont pleinement confiance en leurs résultats pour 1998. Hill, désormais vétéran du plateau depuis le retrait de Gerhard Berger, déclare : « Cette décevante année 1997 a complètement ravivé mon désir de vaincre à nouveau. » tandis que son patron est encore plus catégorique : « Je suis bien incapable de dire quand, mais j'ai la conviction que nous allons gagner cette année ».
Durant la première moitié de la saison, la voiture peu compétitive et en manque de fiabilité, ne permet pas à ses pilotes de marquer le moindre point lors des huit premiers Grand Prix. Hill connaît même, au Grand Prix du Brésil, l'unique disqualification de sa carrière, sa monoplace pesant huit kilos de moins que le poids autorisé, stratagème peu discret employé par Jordan pour augmenter les faibles performances d'une monoplace en deçà des espérances de l'équipe technique.
Au Grand Prix du Canada, profitant des abandons ou arrêts au stand des autres concurrents, Hill se retrouve deuxième au trente-cinquième tour, poursuivit par Schumacher qui a été pénalisé par un stop-and-go pour avoir provoqué une sortie de piste de Heinz-Harald Frentzen. Au trente-huitième tour, Schumacher revient dans les échappements de Hill dans la ligne droite : pour préserver sa place, Hill zigzague à trois reprises et force son rival à le doubler à l'extérieur, sur la bordure de la chicane. Hill, qui finit par abandonner à la suite d'une panne électrique, est vivement critiqué après la course par Schumacher qui l'accuse de conduite dangereuse. Il répond que Michael « n'a aucune légitimité pour juger de la conduite d'un pilote au regard de toutes les choses qu'il a faites pendant sa carrière. Il a d'ailleurs complètement fait sortir Frentzen. »
Au début de l'été, Eddie Jordan remplace Gary Anderson par Mike Gascoyne à la direction technique de l'équipe, et demande à son nouvel ingénieur d'effectuer une profonde mise à jour de la monoplace. L'ingénieur revoit les systèmes de suspension, dessine de nouvelles dérives d'aileron et transforme le dessin du fond plat, tandis qu'Honda et Mugen apportent des améliorations au moteur. Le comportement de la Jordan est totalement métamorphosé et va permettre enfin à ses pilotes de se mettre en valeur. Damon Hill inscrit ses premiers points de l'année au Grand Prix d'Allemagne qu'il termine en quatrième place et termine également quatrième lors du Grand Prix suivant en Hongrie,.
Lors de l'épreuve suivante, au Grand Prix de Belgique, Michael Breen, l'avocat de Hill, est approché par Frank Williams qui souhaite rembaucher son ancien pilote. Hill décline l'offre et en profite pour prolonger d'un an son contrat avec Jordan. Visiblement rassuré sur son potentiel sur le marché des transferts, Hill se classe troisième des qualifications et déclare que sa plus grande joie à l'issue des qualifications est de devancer Michael Schumacher. La course se déroule dans des conditions climatiques dantesques : dès le départ, se produit le plus grand carambolage de l'histoire de la Formule 1. Un second départ est donné une heure plus tard et Hill prend immédiatement la tête de la course. Schumacher le dépasse au septième tour avant d'abandonner au vingt-cinquième en percutant la monoplace de David Coulthard à qui il prenait un tour. Au terme d'une course où seulement huit pilotes franchissent la ligne d'arrivée, Hill renoue avec la victoire, après un an et demi d'insuccès. Hill offre à Jordan Grand Prix sa première victoire en 127 départs et, grâce à la seconde place de Ralf Schumacher (qui gagnait du terrain sur Hill avant qu'Eddie Jordan demande de figer les positions pour assurer le doublé,), Jordan réalise également le premier doublé de son histoire. Cette 22e victoire et ce 42e podium seront les derniers de Damon Hill en Formule 1.
Les Jordan, qui n'avaient pas inscrit de point lors des huit premières courses, en inscrivent 34 en seconde partie de saison, Hill marquant à cinq reprises, et terminent quatrième du championnat du monde des constructeurs. Il termine l'année par un dépassement de Frentzen dans le dernier tour du Grand Prix du Japon où il se classe quatrième et termine à la sixième place du championnat du monde avec 20 points et l'assurance de poursuivre avec Jordan en 1999.

#### 1999: fin de carrière chez Jordan

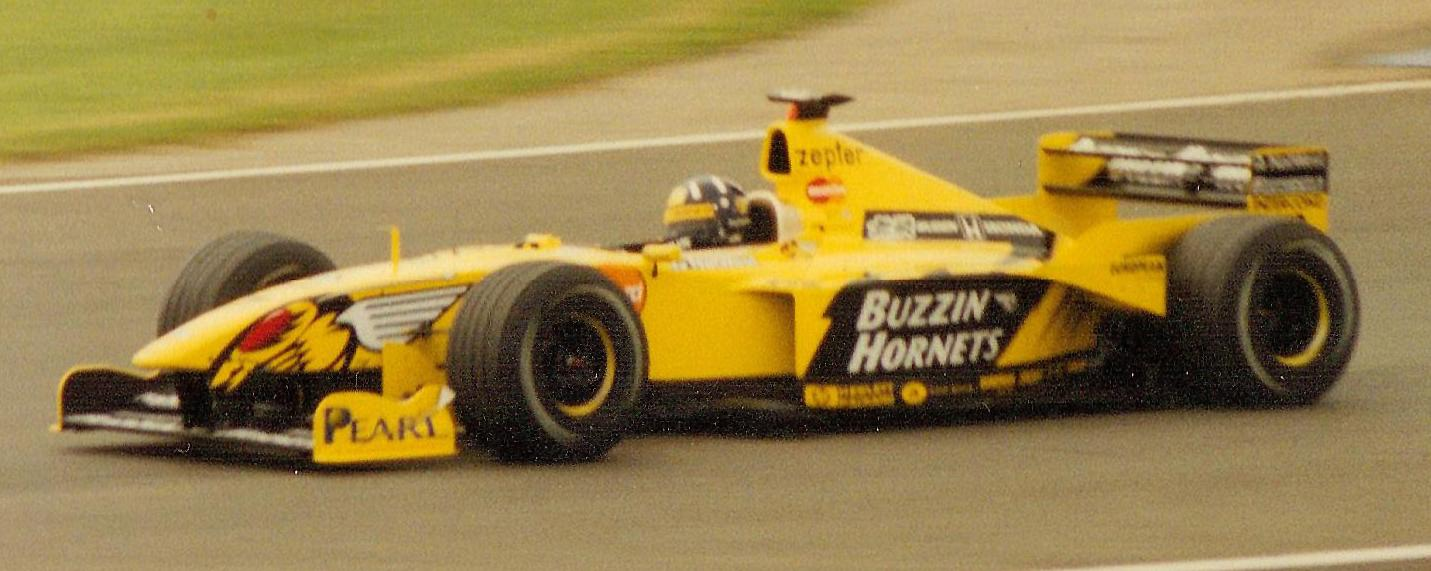
Damon Hill à bord de la Jordan 199 au Grand Prix de Grande-Bretagne 1999.

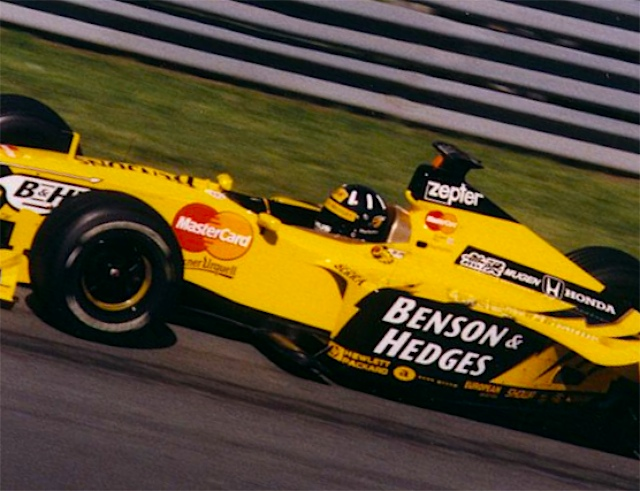
Damon Hill à bord de la Jordan 199 au Grand Prix du Canada 1999.

En 1999, Jordan Grand Prix a intégré le cercle restreint des « top teams ». L'écurie semble encore mieux armée que la saison précédente grâce au soutien financier de Benson & Hedges, à la poursuite de la collaboration avec Mugen Honda et avec l'arrivée d'Heinz-Harald Frentzen, déjà vainqueur d'un Grand Prix, pour épauler Damon Hill. Mike Gascoyne développe la Jordan 199 qui est une évolution de la 198 qu'il a contribué à modifier. La 199 est encore plus légère, son centre de gravité est abaissé grâce à une modification du réservoir et les suspensions sont retouchées. Mugen fournit un bloc MF-301 HD, légèrement moins puissant qu'auparavant (680 chevaux contre 690) mais plus compact, plus léger et plus souple d'utilisation à haut régime.
Cette monoplace sera la meilleure jamais conçue par Jordan puisqu'elle permet à Frentzen de remporter deux courses et de se classer troisième du championnat du monde tandis que Jordan termine troisième du championnat des constructeurs, seulement devancée par Ferrari et McLaren.
Pourtant, à son volant, Damon Hill, âgé de presque quarante ans, apparaît rapidement comme l'ombre du pilote qu'il était. Perturbé par les nouveaux pneus à quatre rainures, il est largement dominé par son équipier qui fut son remplaçant chez Williams en 1997, et perd sa motivation,.
Il inscrit ses premiers points lors de la troisième course de l'année, à Imola, où il se classe quatrième, alors que Frentzen est déjà monté à deux reprises sur le podium en Australie et au Brésil. Après un accident au quatorzième tour du Grand Prix du Canada, il annonce son intention de prendre sa retraite à la fin de l'année. Après son abandon à la suite d'une panne d’électricité au Grand Prix suivant à Magny-Cours, remporté par Frentzen, il envisage de quitter immédiatement la Formule 1.
Eddie Jordan le convainc néanmoins de participer à son Grand Prix national mais, pendant le weekend de course, Hill annonce qu'il quittera la compétition à l'issue de l'épreuve. Eddie Jordan contacte dans la précipitation Jos Verstappen pour parer à l'éventuel départ de l'Anglais. Un sursaut d'orgueil lui permet de se classer cinquième et de marquer pour la deuxième fois de la saison à l'issue d'un Grand Prix qu'il a même mené durant un tour,. Hill décide finalement de poursuivre mais, à ce stade de la saison, il a déjà vingt-et-un points de retard sur son coéquipier et ne pointe qu'à la neuvième place du championnat du monde.
Hill obtient ensuite deux sixièmes places en Hongrie et en Belgique. À l'occasion du Grand Prix d'Italie, court dans le paddock une rumeur selon laquelle Prost Grand Prix libèrerait avant même la fin de l'année Jarno Trulli (qui a déjà signé chez Jordan pour la saison 2000) pour remplacer Hill, mais le pilote britannique consent à finir le championnat.
Pendant ce temps, Frentzen devient un sérieux prétendant au titre dans les dernières manches et termine finalement troisième du championnat. Hill et Frentzen offrent à Jordan Grand Prix son meilleur résultat en Formule 1, l'écurie se classant troisième des constructeurs avec soixante et un points. Hill tire sa révérence au Grand Prix du Japon, son cent-quinzième Grand Prix, où il abandonne volontairement au vingt-et-unième tour. Il déclare à propos de cet abandon : « Je me suis retiré de la course lorsque j'ai vu que j'étais si loin sur le terrain, il y avait peu d'intérêt pour moi de continuer ». En 2016, il avoue : « Je voulais partir, je pouvais ressentir ce qui est arrivé à mon père en arrière-plan, il y avait un accident qui m'attendait au coin du virage qui allait m'emporter. Je pensais que j'allais mourir. ».
Damon Hill possède un palmarès composé d'un titre de champion du monde, de vingt-deux victoires, quarante-deux podiums, vingt pole positions et dix-neuf meilleurs tours en course ; il a inscrit 360 points en 115 départs, mené quarante-cinq fois un Grand Prix et couvert 1 358 tours en tête.
Treize ans après son départ à la retraite, Hill déclare qu'il envisageait de se retirer après avoir été limogé par Williams F1 Team à la fin de l'année 1996, estimant qu'il était inutile de continuer sa carrière s'il n'avait pas « une bonne voiture  pour la saison suivante après avoir remporté le titre mondial ». Il confie également que la pression des journalistes était devenue trop forte avec le temps.

### Après la Formule 1

#### Toujours impliqué en sport automobile

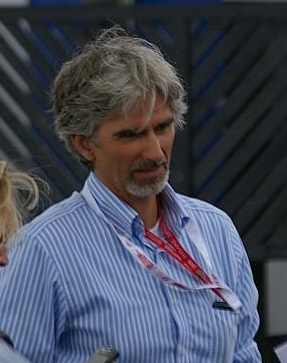
Damon Hill dans ses fonctions de président du BRDC au Grand Prix de Grande-Bretagne à Silverstone en.

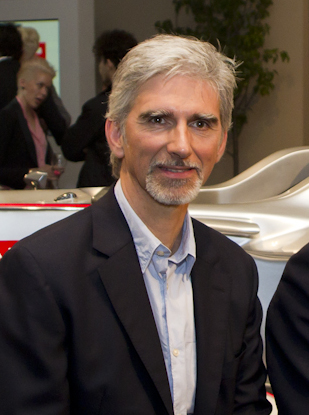
Damon Hill en mai 2012.

À la retraite, Damon Hill reste impliqué dans le monde de l'automobile. Il investit dans une concession BMW qui porte son nom et dans une concession Audi d'Exeter. Avec Michael Breen, son avocat, il fonde le Prestige and Super Car Private Members Club P1 International en 2000 avant de revendre ses parts à son associé en octobre 2006 lorsqu'il prend de nouvelles responsabilités, notamment au sein du British Racing Drivers' Club. Durant la première moitié des années 2000, il reste très éloigné du monde de la Formule 1, toujours traumatisé par son dernier Grand Prix où il aurait pu mourir : « Je n'ai pas lu les journaux, je n'ai pas regardé les courses pendant cinq ou six ans. Pendant une grande partie des années 2000, j'étais détaché de tout. En 2003, j'ai sollicité de l'aide. La thérapie, c'est apprendre à exprimer ce que vous ressentez ».
En 2005, il teste la nouvelle monoplace de GP2 Series puis remonte à bord d'une monoplace à l'été 2006 pour tester, à Silverstone, la voiture de 600 chevaux du Grand Prix Masters, une compétition réservée aux anciens pilotes de Formule 1. Satisfait de cette expérience, l'ex-champion déclare : « Je n'exclus pas un retour à la course, mais je ne peux pas dire honnêtement que j'ai besoin de courir ». Damon Hill participe régulièrement, en auto et moto, au Festival de vitesse de Goodwood.
En avril 2006, il succède au triple champion du monde de Formule 1 Jackie Stewart à la tête du British Racing Drivers' Club. Le club, propriétaire du circuit de Silverstone, est à une étape cruciale de son existence, puisqu'il s'occupe de l'avenir du circuit et de ses installations tout en faisant face à la concurrence accrue des nouvelles installations internationales au Royaume-Uni et à l'étranger. Hill se distingue en exigeant que Max Mosley, alors président de la FISA et de la FIA, présente des excuses publiques à Jackie Stewart, sévèrement critiqué par Mosley quant à l'organisation du Grand Prix de Grande-Bretagne. Il s'oppose ensuite vertement à Bernie Ecclestone, le « grand argentier » de la Formule 1, qui appelait le gouvernement britannique à financer sur des fonds publics le Grand Prix de Grande-Bretagne, arguant qu'un gouvernement a d'autres priorités que de s'occuper de la gestion d'une course automobile. Ecclestone, envisage alors, par mesure de rétorsion, d'organiser le Grand Prix à Donington Park au lieu de Silverstone à partir de 2010 mais le montage financier du British Racing Drivers' Club, plus viable que celui de son concurrent, permet à Hill de conserver l'inscription du circuit au calendrier du championnat du monde. Le 7 juin 2011, Damon Hill annonce qu'il quitte officiellement ses fonctions de président du British Racing Drivers' Club lors de l'assemblée générale du club, le 25 août 2011. Après avoir assuré l'avenir à long terme du Grand Prix de Grande-Bretagne à Silverstone, il estime qu'il est temps pour lui de passer le relais et de se concentrer sur d'autres activités, notamment la carrière de son fils Josh : « Ce fut un grand privilège et un honneur de présider le BRDC depuis 2006. En tant que club et société, nous pouvons être extrêmement fiers de tout ce que nous avons fait pour les sports mécaniques britanniques ces dernières années. Le BRDC et Silverstone sont face à un avenir stable et excitant, alors c'est le bon moment pour moi pour rendre les rênes et consacrer plus de temps à ma famille, à mes propres intérêts et à la carrière de notre fils Josh. Je reste toutefois un membre dévoué du BRDC et je suis impatient de voir le club se renforcer encore et encore ». Il est remplacé à la présidence du BRDC par l'ancien pilote de Formule 1 Derek Warwick.
Damon Hill apparaît régulièrement dans les médias britanniques. Il contribue à de nombreux articles pour le magazine F1 Racing et commente les Grands Prix de Hongrie en 2007 et en 2008 en remplacement de Martin Brundle sur ITV. En 2012, il rejoint l'équipe de commentateurs de la chaîne de télévision britannique Sky Sports et, en tant que consultant, analyse une dizaine de courses disputées lors de cette saison.
Il a également tourné un spot publicitaire pour Pizza Hut aux côtés de Murray Walker, dans lequel le commentateur décrit le repas de Hill comme s'il s'agissait d'une course. Hill participe également à de nombreuses émissions de télévisions britanniques, comme Top Gear, This is Your Life, TFI Friday, Shooting Stars et Bang Bang, It's Reeves and Mortimer.
En 2009, Damon Hill est nommé membre honoraire de l'Université de Northampton en hommage à sa carrière et ses relations avec Northampton via Silverstone et le British Racing Drivers' Club.
En 2010, la FIA le nomme conseiller des commissaires de course dans le cadre du Grand Prix de Monaco. Amené à sanctionner Michael Schumacher pour avoir dépassé Fernando Alonso sous le régime de la voiture de sécurité, Damon Hill reçoit ensuite des courriels d'insultes. Il déclare à ce propos : « C'était une expérience fascinante mais je me demande s'il est juste que des pilotes puissent être en position d’interpréter le règlement. Ma gêne est que j'ai été appelé à rendre une décision sur un accident impliquant Michael. J'ai agi correctement mais j'ai déjà reçu quelques courriels cinglants m'accusant de préjudices ».
En 2011, le Grand Prix de Bahreïn, manche inaugurale de la saison, est annulé le 21 février 2011 en raison de la vague de contestation sociale et politique débutée en février 2011. Des manifestations de la majorité chiite ont été violemment combattues au point que la majorité sunnite au pouvoir a fait appel à l'Arabie saoudite pour mater la révolte populaire,. Le prince héritier de Bahreïn, Salman bin Hamad, promoteur du Grand Prix, obtient de la FIA un délai de trois mois pour tenter de reporter la course en fin de saison. En juin 2011, le Conseil Mondial du Sport Automobile de la FIA confirme le retour du Grand Prix de Bahreïn au calendrier en lieu et place de l'épreuve indienne. Damon Hill prend position contre l'organisation du Grand Prix en considérant que le sens moral doit l'emporter sur les millions de dollars en jeu. Hill, dans un entretien pour le Daily Mail en veut particulièrement à Bernie Ecclestone qui soutient l'organisation du Grand Prix : « Vous ne pouvez pas seulement baser votre décision pour organiser un Grand Prix en fonction des capacités financières du pays […] il est important que la Formule 1 ne soit pas perçue comme étant seulement intéressée par le spectacle, quelles que soient les circonstances. […] La Formule 1, ses équipes, ses pilotes et ses sponsors doivent tenir des valeurs qui sont positives et ambitieuses. La famille régnante à Bahreïn dit vouloir organiser la course et nous le voulons tous mais la F1 doit s'aligner sur le progrès, non sur la répression, et beaucoup de manifestations ont été vivement réprimées […]. Je ne suis pas le porte-parole de la Formule 1 mais je suis surpris et déçu qu'il y ait un manque de déclarations intelligentes de la part de la discipline à un moment où nous devrions essayer de promouvoir le championnat d'une manière positive qui tient compte des droits de l'homme. Il est évident que des événements très violents ont eu lieu à Bahreïn. Ce n'est pas notre pays, c'est leur pays mais la Formule 1 ne peut faire l’autruche concernant Bahreïn : nous ne pouvons pas éviter ce problème et prétendre que les difficultés n’existent pas ou qu’elles se résoudront d'elles-mêmes. […] Je pense que Bernie ne s’exprime pas comme il devrait le faire. Il ne peut pas toujours parler de problèmes sérieux avec un ton aussi désinvolte. »,
Les 18 et 19 mai 2012, Damon Hill participe, avec d'anciens pilotes de Formule 1 comme notamment Perry McCarthy, Mark Blundell, Martin Donnelly, Julian Bailey et David Brabham, à la première manche de la VW Scirocco R-Cup disputée à Brands Hatch afin de collecter des fonds pour une œuvre de charité. À ce sujet, il déclare : « Perry, Julian et moi sortons de notre retraite pour cette course alors nous serons certainement un peu rouillés. Mais cela promet un super week-end avec tous les amis et la famille. C'est aussi une belle façon d’attirer l'attention sur cette œuvre de charité. Je suis impatient d'y être ! »
En octobre de la même année, Damon Hill reprend le volant d'une monoplace de Formule 1 pour la première fois depuis le début de sa retraite sportive, en 1999. À cette occasion, il essaie la Red Bull RB6 qui a permis à l'Allemand Sebastian Vettel de remporter en 2010 son premier titre de champion du monde de Formule 1, sur l'invitation de Renault Sport qui organise la dernière manche de la Formula Renault 3.5 Series 2012. Après l'essai de la monoplace, Hill déclare : « Cela reste assez similaire à ce que j’ai connu en 1999. L’embrayage au volant était déjà de la partie sur la Jordan cette année-là. Les voitures ont changé subtilement mais fondamentalement ce sont les mêmes. Tout cela était sans compétition, sans défi, sans test. Seulement pour me forger une opinion et me faire plaisir ».
En 2016, il publie son autobiographie, Watching the Wheels, dans laquelle il révèle avoir souffert de dépression.
En 2018, Hill devient président Brooklands Trust, le groupe de soutien du Brooklands Museum.

#### Carrière musicale
Damon Hill est un passionné de musique depuis son plus jeune âge. Il déclare en 1995 que sur une île déserte, il n'aurait besoin que d'une guitare et d'une planche de surf. Ses références musicales sont notamment Tom Petty, Van Morrison et Iggy Pop. Avec des amis de lycée, tandis que la vague punk déferle sur l'Angleterre, il crée un groupe éphémère Sex, Hitler and the Hormones,.
À partir de 1990, Damon Hill participe régulièrement au concert rock organisé par Eddie Jordan au soir du Grand Prix de Grande-Bretagne. Un groupe, qui ne se produit qu'une fois par an et uniquement à cette occasion, est même créé, le Pit Stop Boogie Boys où Eddie Jordan, ancien organisateur de concerts de rock, officie à la batterie, Damon Hill à la guitare, Johnny Herbert au chant tandis que Mika Häkkinen et Eddie Irvine complètent la formation.
Après sa carrière en Formule 1, il joue de la guitare avec plusieurs musiciens de renom notamment avec son ami George Harrison et apparaît également sur Demolition Man, le premier morceau de l'album Euphoria du groupe Def Leppard en 1999. Après avoir pris sa retraite à la fin de la saison 1999, Damon Hill consacre plus de temps à la musique et joue avec des groupes célèbres comme Spike's All-Stars Band ou encore Wild Colonial Boys, mené par l'ancien champion de tennis Pat Cash.
Damon Hill crée son propre groupe, The Conrods, actif entre 1999 et 2003, qui a repris des chansons des Rolling Stones, des Beatles et des Kinks. Depuis qu'il est président du BRDC, il a abandonné la guitare, expliquant qu'il est « trop occupé à diriger l'école et par [ses] animaux domestiques ».

## Résultats en compétition automobile

### Résultats en Formule 3
| Saison | Écurie                                  | Châssis     | Moteur     | Engagements | Victoires | Pole positions | Meilleurs tours | Points inscrits | Classement |
| ------ | --------------------------------------- | ----------- | ---------- | ----------- | --------- | -------------- | --------------- | --------------- | ---------- |
| 1986   | West Surrey Racing Murray Taylor Racing | Ralt RT30   | Volkswagen | 18          | 0         | 0              | 0               | 15              | 9e         |
| 1987   | Intersport Racing                       | Ralt RT31   | Toyota     | 18          | 2         | 2              | 2               | 49              | 5e         |
| 1988   | Intersport Racing                       | Ralt RT32   | Toyota     | 18          | 2         | 2              | 1               | 57              | 3e         |
| 1989   | Intersport Racing                       | Reynard 893 | Toyota     | 4           | 0         | 0              | 0               | 0               | Nc.        |

| Saison | Écurie            | Châssis   | Moteur | Engagements | Victoires | Pole positions | Meilleurs tours | Points inscrits | Classement |
| ------ | ----------------- | --------- | ------ | ----------- | --------- | -------------- | --------------- | --------------- | ---------- |
| 1987   | Intersport Racing | Ralt RT31 | Toyota | 1           | 0         | 0              | 0               | 2               | 27e        |

### Résultats en Formule 3000
| Saison | Écurie           | Châssis     | Moteur        | Engagements | Victoires | Pole positions | Meilleurs tours | Points inscrits | Classement |
| ------ | ---------------- | ----------- | ------------- | ----------- | --------- | -------------- | --------------- | --------------- | ---------- |
| 1989   | Cobra Motorsport | Reynard 88D | Ford-Cosworth | 2           | 0         | 0              | 0               | 5               | 11e        |

| Saison | Écurie              | Châssis      | Moteur        | Engagements | Victoires | Pole positions | Meilleurs tours | Points inscrits | Classement |
| ------ | ------------------- | ------------ | ------------- | ----------- | --------- | -------------- | --------------- | --------------- | ---------- |
| 1988   | GA Motorsports      | Lola T88/50  | Ford-Cosworth | 2           | 0         | 0              | 0               | 0               | Nc.        |
| 1989   | Footwork Racing     | Mooncraft/89 | Ford-Cosworth | 6           | 0         | 0              | 0               | 0               | Nc.        |
| 1990   | Middlebridge Racing | Lola T90/50  | Ford-Cosworth | 11          | 0         | 3              | 2               | 6               | 13e        |
| 1991   | Eddie Jordan Racing | Lola T91/50  | Ford-Cosworth | 10          | 0         | 0              | 0               | 11              | 7e         |

| Saison        | Écurie              | Châssis      | Moteur        | Courses | Courses  | Courses  | Courses  | Courses  | Courses  | Courses  | Courses  | Courses  | Courses  | Courses | Classement | Points inscrits |
| Saison        | Écurie              | Châssis      | Moteur        | 1       | 2        | 3        | 4        | 5        | 6        | 7        | 8        | 9        | 10       | 11      | Classement | Points inscrits |
| ------------- | ------------------- | ------------ | ------------- | ------- | -------- | -------- | -------- | -------- | -------- | -------- | -------- | -------- | -------- | ------- | ---------- | --------------- |
| 1988          | GA Motorsports      | Lola T88/50  | Ford-Cosworth | JER     | VAL      | PAU      | SIL      | MNZ      | PER      | BRH      | BIR      | BUG      | ZOL Abd. | DIJ 8e  | Nc.        | 0               |
| 1989          | Footwork Racing     | Mooncraft/89 | Ford-Cosworth | SIL     | VAL      | PAU      | JER      | PER Abd. | BRH Abd. | BIR Np.  | SPA 14e  | BUG 16e  | DIJ 15e  |         | Nc.        | 0               |
| 1990          | Middlebridge Racing | Lola T90/50  | Ford-Cosworth | DON Nq. | SIL Abd. | PAU Abd. | JER 7e   | MNZ 11e  | PER Abd. | HOC Abd. | BRH 2e   | BIR Abd. | BUG Abd. | NOG 10e | 13e        | 6               |
| 1991          | Eddie Jordan Racing | Lola T91/50  | Ford-Cosworth | VAL 4e  | PAU Abd. | JER 8e   | MUG Abd. | PER 11e  | HOC Abd. | BRH 6e   | SPA Abd. | BUG 4e   | NOG 3e   |         | 7e         | 11              |
| Légende : ici |                     |              |               |         |          |          |          |          |          |          |          |          |          |         |            |                 |

### Résultats en championnat du monde de Formule 1
| Saison | Écurie                        | Châssis                      | Moteur                   | Pneus       | GP disputés | Pole positions | Victoires | Podiums | Meilleurs tours | Points inscrits | Classement |
| ------ | ----------------------------- | ---------------------------- | ------------------------ | ----------- | ----------- | -------------- | --------- | ------- | --------------- | --------------- | ---------- |
| 1992   | Motor Racing Developments Ltd | Brabham BT60B                | Judd GV V10              | Goodyear    | 2           | 0              | 0         | 0       | 0               | 0               | 30e        |
| 1993   | Canon Williams Team           | Williams FW15C               | Renault RS5 V10          | Goodyear    | 16          | 2              | 3         | 9       | 4               | 69              | 3e         |
| 1994   | Rothmans Williams Renault     | Williams FW16 Williams FW16B | Renault RS6 V10          | Goodyear    | 16          | 2              | 6         | 11      | 6               | 91              | 2e         |
| 1995   | Rothmans Williams Renault     | Williams FW17 Williams FW17B | Renault RS7 V10          | Goodyear    | 17          | 7              | 4         | 9       | 4               | 69              | 2e         |
| 1996   | Rothmans Williams Renault     | Williams FW18                | Renault RS8 V10          | Goodyear    | 16          | 9              | 8         | 10      | 5               | 97              | Champion   |
| 1997   | Danka Arrows Yamaha           | Arrows A18                   | Yamaha OX 11 A V10       | Bridgestone | 16          | 0              | 0         | 1       | 0               | 7               | 12e        |
| 1998   | Benson & Hedges Jordan        | Jordan 198                   | Mugen-Honda MF-301HC V10 | Goodyear    | 16          | 0              | 1         | 1       | 0               | 20              | 6e         |
| 1999   | Benson & Hedges Jordan        | Jordan 199                   | Mugen-Honda MF-301HD V10 | Bridgestone | 16          | 0              | 0         | 0       | 0               | 7               | 11e        |
|        | Total                         |                              |                          |             | 115         | 20             | 22        | 41      | 19              | 360             |            |

| Saison        | Écurie                        | Châssis        | Moteur                   | Pneus | Courses  | Courses  | Courses  | Courses  | Courses  | Courses  | Courses  | Courses  | Courses  | Courses  | Courses | Courses  | Courses  | Courses  | Courses  | Courses  | Courses  | Classement | Points inscrits |
| Saison        | Écurie                        | Châssis        | Moteur                   | Pneus | 1        | 2        | 3        | 4        | 5        | 6        | 7        | 8        | 9        | 10       | 11      | 12       | 13       | 14       | 15       | 16       | 17       | Classement | Points inscrits |
| ------------- | ----------------------------- | -------------- | ------------------------ | ----- | -------- | -------- | -------- | -------- | -------- | -------- | -------- | -------- | -------- | -------- | ------- | -------- | -------- | -------- | -------- | -------- | -------- | ---------- | --------------- |
| 1992          | Motor Racing Developments Ltd | Brabham BT60B  | Judd GV V10              | G     | AFS      | MEX      | BRÉ      | ESP Nq.  | SMR Nq.  | MON Nq.  | CAN Nq.  | FRA Nq.  | GBR 16e  | ALL Nq.  | HON 11e | BEL      | ITA      | POR      | JAP      | AUS      |          | 30e        | 0               |
| 1993          | Canon Williams Team           | Williams FW15C | Renault RS5 V10          | G     | AFS Abd. | BRÉ 2e   | EUR 2e   | SMR Abd. | ESP Abd. | MON Abd. | CAN 3e   | FRA 2e   | GBR Abd. | ALL 15e  | HON 1er | BEL 1er  | ITA 1er  | POR 3e   | JAP 4e   | AUS 3e   |          | 3e         | 69              |
| 1994          | Rothmans Williams Renault     | Williams FW16  | Renault RS6 V10          | G     | BRÉ 2e   | PAC Abd. | SMR 6e   | MON Abd. | ESP 1er  | CAN 2e   | FRA 2e   | GBR 1er  |          |          |         |          |          |          |          |          |          | 2e         | 91              |
| 1994          | Rothmans Williams Renault     | Williams FW16B | Renault RS6 V10          | G     |          |          |          |          |          |          |          |          | ALL 8e   | HON 2e   | BEL 1er | ITA 1er  | POR 1er  | EUR 2e   | JAP 1er  | AUS Abd. |          | 2e         | 91              |
| 1995          | Rothmans Williams Renault     | Williams FW17  | Renault RS7 V10          | G     | BRÉ Abd. | ARG 1er  | SMR 1er  | ESP 4e   | MON 2e   | CAN Abd. | FRA 2e   | GBR Abd. | ALL Abd. | HON 1re  | BEL 2e  | ITA Abd. |          |          |          |          |          | 2e         | 69              |
| 1995          | Rothmans Williams Renault     | Williams FW17B | Renault RS7 V10          | G     |          |          |          |          |          |          |          |          |          |          |         |          | POR 3e   | EUR Abd. | PAC 3e   | JAP Abd. | AUS 1er  | 2e         | 69              |
| 1996          | Rothmans Williams Renault     | Williams FW18  | Renault RS8 V10          | G     | AUS 1er  | BRÉ 1er  | ARG 1er  | EUR 4e   | SMR 1er  | MON Abd. | ESP Abd. | CAN 1er  | FRA 1er  | GBR Abd. | ALL 1er | HON 2e   | BEL 5e   | ITA Abd. | POR 2e   | JAP 1er  |          | Champion   | 97              |
| 1997          | Danka Arrows Yamaha           | Arrows A18     | Yamaha OX 11 A V10       | B     | AUS Np.  | BRÉ 17e  | ARG Abd. | SMR Abd. | MON Abd. | ESP Abd. | CAN 9e   | FRA 12e  | GBR 6e   | ALL 8e   | HON 2e  | BEL 13e  | ITA Abd. | AUT 7e   | LUX 8e   | JAP 11e  | EUR Abd. | 12e        | 7               |
| 1998          | Benson & Hedges Jordan        | Jordan 198     | Mugen-Honda MF-301HC V10 | G     | AUS 8e   | BRÉ Dsq. | ARG 8e   | SMR 10e  | ESP Abd. | MON 8e   | CAN Abd. | FRA Abd. | GBR Abd. | AUT 7e   | ALL 4e  | HON 4e   | BEL 1er  | ITA 6e   | LUX 9e   | JAP 4e   |          | 6e         | 20              |
| 1999          | Benson & Hedges Jordan        | Jordan 199     | Mugen-Honda MF-301HD V10 | B     | AUS Abd. | BRÉ Abd. | SMR 4e   | MON Abd. | ESP 7e   | CAN Abd. | FRA Abd. | GBR 5e   | AUT 8e   | ALL Abd. | HON 6e  | BEL 6e   | ITA 10e  | EUR Abd. | MAL Abd. | JAP Abd. |          | 11e        | 7               |
| Légende : ici |                               |                |                          |       |          |          |          |          |          |          |          |          |          |          |         |          |          |          |          |          |          |            |                 |

### Victoires en Championnat du monde de Formule 1
| no | Année | Manche | Grand Prix      | Circuit           | Départ | Écurie                    | Châssis        | Résumé |
| -- | ----- | ------ | --------------- | ----------------- | ------ | ------------------------- | -------------- | ------ |
| 1  | 1993  | 11/16  | Hongrie         | Hungaroring       | 2e     | Canon Williams Team       | Williams FW15C | Résumé |
| 2  | 1993  | 12/16  | Belgique        | Spa-Francorchamps | 2e     | Canon Williams Team       | Williams FW15C | Résumé |
| 3  | 1993  | 13/16  | Italie          | Monza             | 2e     | Canon Williams Team       | Williams FW15C | Résumé |
| 4  | 1994  | 05/16  | Espagne         | Barcelone         | 2e     | Rothmans Williams Renault | Williams FW16  | Résumé |
| 5  | 1994  | 08/16  | Grande-Bretagne | Silverstone       | 1er    | Rothmans Williams Renault | Williams FW16  | Résumé |
| 6  | 1994  | 11/16  | Belgique        | Spa-Francorchamps | 3e     | Rothmans Williams Renault | Williams FW16B | Résumé |
| 7  | 1994  | 12/16  | Italie          | Monza             | 3e     | Rothmans Williams Renault | Williams FW16B | Résumé |
| 8  | 1994  | 13/16  | Portugal        | Estoril           | 2e     | Rothmans Williams Renault | Williams FW16B | Résumé |
| 9  | 1994  | 15/16  | Japon           | Suzuka            | 2e     | Rothmans Williams Renault | Williams FW16B | Résumé |
| 10 | 1995  | 02/17  | Argentine       | Buenos Aires      | 2e     | Rothmans Williams Renault | Williams FW17  | Résumé |
| 11 | 1995  | 03/17  | Saint-Marin     | Imola             | 4e     | Rothmans Williams Renault | Williams FW17  | Résumé |
| 12 | 1995  | 10/17  | Hongrie         | Hungaroring       | 1er    | Rothmans Williams Renault | Williams FW17  | Résumé |
| 13 | 1995  | 17/17  | Australie       | Adélaïde          | 1er    | Rothmans Williams Renault | Williams FW17B | Résumé |
| 14 | 1996  | 01/16  | Australie       | Melbourne         | 2e     | Rothmans Williams Renault | Williams FW18  | Résumé |
| 15 | 1996  | 02/16  | Brésil          | Interlagos        | 1er    | Rothmans Williams Renault | Williams FW18  | Résumé |
| 16 | 1996  | 03/16  | Argentine       | Buenos Aires      | 1er    | Rothmans Williams Renault | Williams FW18  | Résumé |
| 17 | 1996  | 05/16  | Saint-Marin     | Imola             | 2e     | Rothmans Williams Renault | Williams FW18  | Résumé |
| 18 | 1996  | 08/16  | Canada          | Montréal          | 1er    | Rothmans Williams Renault | Williams FW18  | Résumé |
| 19 | 1996  | 09/16  | France          | Magny-Cours       | 2e     | Rothmans Williams Renault | Williams FW18  | Résumé |
| 20 | 1996  | 11/16  | Allemagne       | Hockenheim        | 1er    | Rothmans Williams Renault | Williams FW18  | Résumé |
| 21 | 1996  | 16/16  | Japon           | Suzuka            | 2e     | Rothmans Williams Renault | Williams FW18  | Résumé |
| 22 | 1998  | 13/16  | Belgique        | Spa-Francorchamps | 3e     | Benson & Hedges Jordan    | Jordan 198     | Résumé |

### Résultats aux 24 Heures du Mans
| Année | Équipe               | no | Châssis          | Moteur                              | Pneumatiques | Catégorie | Équipiers                  | Départ | Tours     | Heures    | Résultat         |
| ----- | -------------------- | -- | ---------------- | ----------------------------------- | ------------ | --------- | -------------------------- | ------ | --------- | --------- | ---------------- |
| 1989  | Richard Lloyd Racing | 15 | Porsche 962C GTi | Porsche Type-935 3,0 l turbo Flat-6 | Goodyear     | C1        | Steven Andskär David Hobbs | 24e    | 228 tours | 14 heures | Abandon (moteur) |

## Récompenses
- Sportif de l'année (BBC Sport) en 1994 et 1996.